# Fra Angelico
Pour les articles homonymes, voir Angelico.
Guido di Pietro, en religion Fra Giovanni (postérieurement connu sous le nom de Fra Angelico, quelquefois de l'Angelico et de Beato Angelico pour les Italiens) ou encore « Le Peintre des anges », né entre 1387 et 1395 selon les sources, à Vicchio (république de Florence) et mort le 18 février 1455 à Rome (États pontificaux), est un peintre italien du Quattrocento de qui Giorgio Vasari disait qu'il avait un « talent rare et parfait ». Il était connu de ses contemporains comme Fra Giovanni da Fiesole, dans les Vies écrites avant 1555, et comme Giovanni Fra Angelico (« Frère Giovanni l'angélique »).
Il est béatifié tardivement, le 3 octobre 1982 par le pape Jean-Paul II, sous le nom de Bienheureux Jean de Fiesole, même si après sa mort il était déjà appelé « Beato Angelico », à la fois pour la religiosité émouvante de toutes ses œuvres, et pour ses qualités personnelles d'humanité et d'humilité. C'est Giorgio Vasari qui a ajouté l'adjectif « Angelico » à son nom, dans Les Vies.
Religieux dominicain, il a cherché à associer les principes picturaux de la Renaissance — constructions en perspective et représentation de la figure humaine — aux anciennes valeurs médiévales de l'art : sa fonction didactique et la valeur mystique de la lumière.
Il est commémoré le 18 février selon le Martyrologe romain.

## Biographie
Guido di Pietro naît vers 1395 dans la petite ville de Vicchio dans le Mugello, région d'où les Médicis sont originaires, et est baptisé Guido ou Guidolino, « petit Guido ». Vasari a laissé peu de détails sur sa famille, si ce n'est que son père Pietro est un paysan probablement aisé, fils d'un certain Gino et que son frère Benedetto, son cadet de quelques années, est devenu moine bénédictin. Sa sœur Checca (Francesca), mariée vers 1440, aura un fils Giovanni di Antonio qui assistera le peintre sur les chantiers d'Orvieto et de Rome.

### Jeunesse
Le premier document mentionnant Guido di Pietro date du 31 octobre 1417. Il indique qu'un peintre laïc du nom de Guido di Pietro rejoint, parrainé par Battista di Biagio Sanguigni, la confrérie saint Nicolas de Bari qui appartient à l'ordre des Dominicains observants, une branche dominicaine minoritaire de flagellants dans laquelle la règle originelle de saint Dominique est observée, requérant la pauvreté absolue et l'ascèse (l'« observance »), que Guido di Petro suit de 1418 à 1423.
Il entre avec son frère Benedetto dans le couvent San Dominico di Fiesole où ils constituent un atelier d'enluminure, puis il est envoyé dans celui de Foligno sous la pression de l'évêque de Fiesole qui refuse cette stricte observance. En 1414, la peste survient et la communauté est obligée de demander l'hospitalité au couvent de Cortone. Enfin, en 1418, le pardon de l'évêque lui permet de réintégrer Fiesole,.
À partir de 1423, il est nommé « frère Jean des frères de San Domenico di Fiesole » (fra étant le titre de frère en italien) et c'est seulement après sa mort qu'il est appelé Beato Angelico en Italie (Bienheureux Angelico). C'est Giorgio Vasari qui, dans Les Vies, ajoute à son nom l'adjectif Beato (et le nomme précisément Fra' Giovanni da Fiesole) utilisé auparavant par fra Domenico da Corella et par Cristoforo Landino.

### Formation

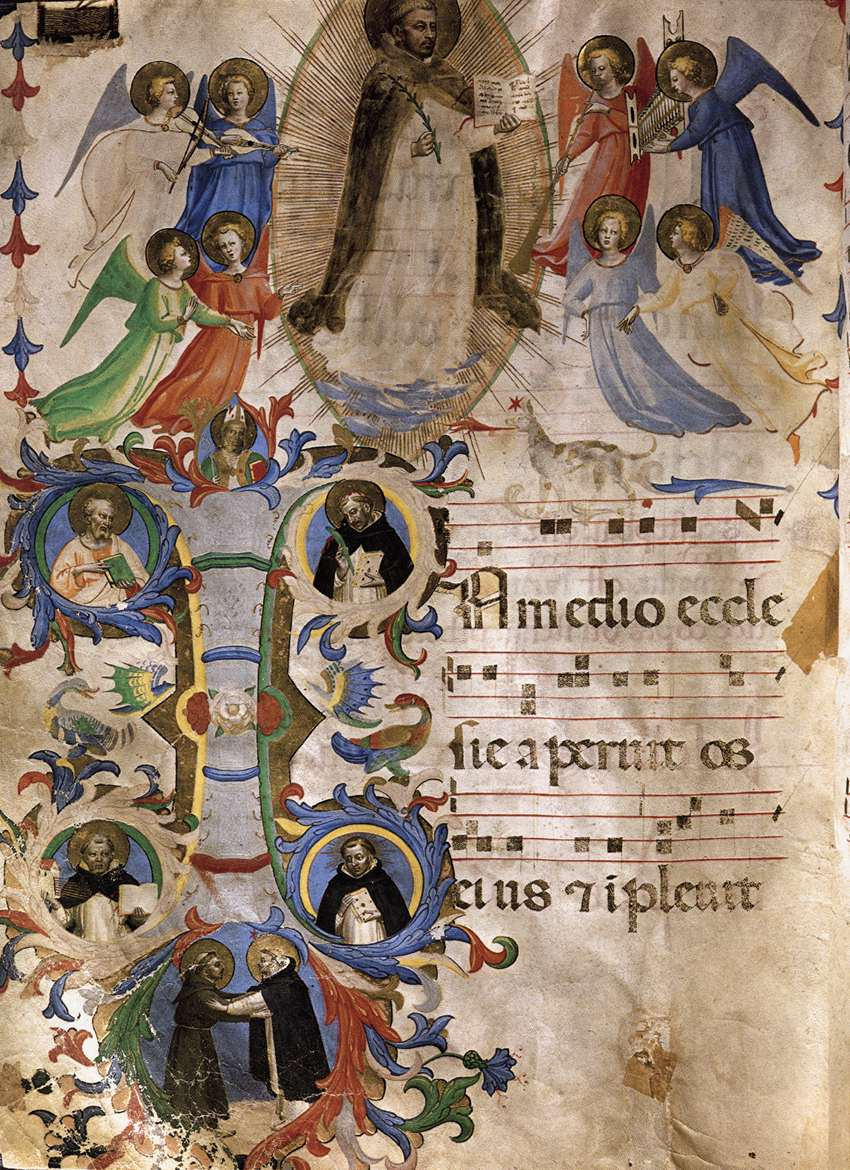
Fra Angelico, Gloire de saint Dominique, miniature.

Son éducation artistique se déroule à Florence à l'époque de Lorenzo Monaco, Masaccio, Gentile da Fabriano et Gherardo Starnina. Du premier, il reprend l'usage de couleurs accentuées et peu naturelles, mais aussi celle d'une lumière très forte qui annule les ombres et participe au mysticisme des scènes sacrées, thèmes qu'on retrouve dans sa production de miniatures et dans ses premières compositions.
L'art de la miniature sur manuscrit est une discipline rigoureuse qui a beaucoup servi Fra Angelico dans ses œuvres ultérieures. Avec cette activité, il compose des figures au style parfait et impeccable, à petite échelle, souvent en utilisant des pigments coûteux comme le lapis-lazuli et la feuille d'or, dosés avec un soin extrême, chaque contrat précisant la quantité à utiliser. En janvier et février 1418, il est mentionné dans certains documents comme « Guido di Pietro dipintore ».

### Premières œuvres
En 1417, il est nommé dans des documents « Guido di Pietro, peintre de la paroisse San Michele Visdomoni ». En 1418, peu avant de prononcer ses vœux dans le couvent San Domenico di Fiesole, il peint un retable aujourd'hui perdu pour la chapelle Gherardini de l'église Saint-Étienne à Florence dans le cadre d'un projet décoratif confié à Ambrogio di Baldese, qui est peut-être son maître. La date exacte à laquelle il prononce ses vœux n'est pas connue, mais elle peut être située entre 1418 et 1421 car les novices n'étaient pas autorisés à peindre la première année et aucune de ses œuvres n'est documentée entre 1418 et 1423.

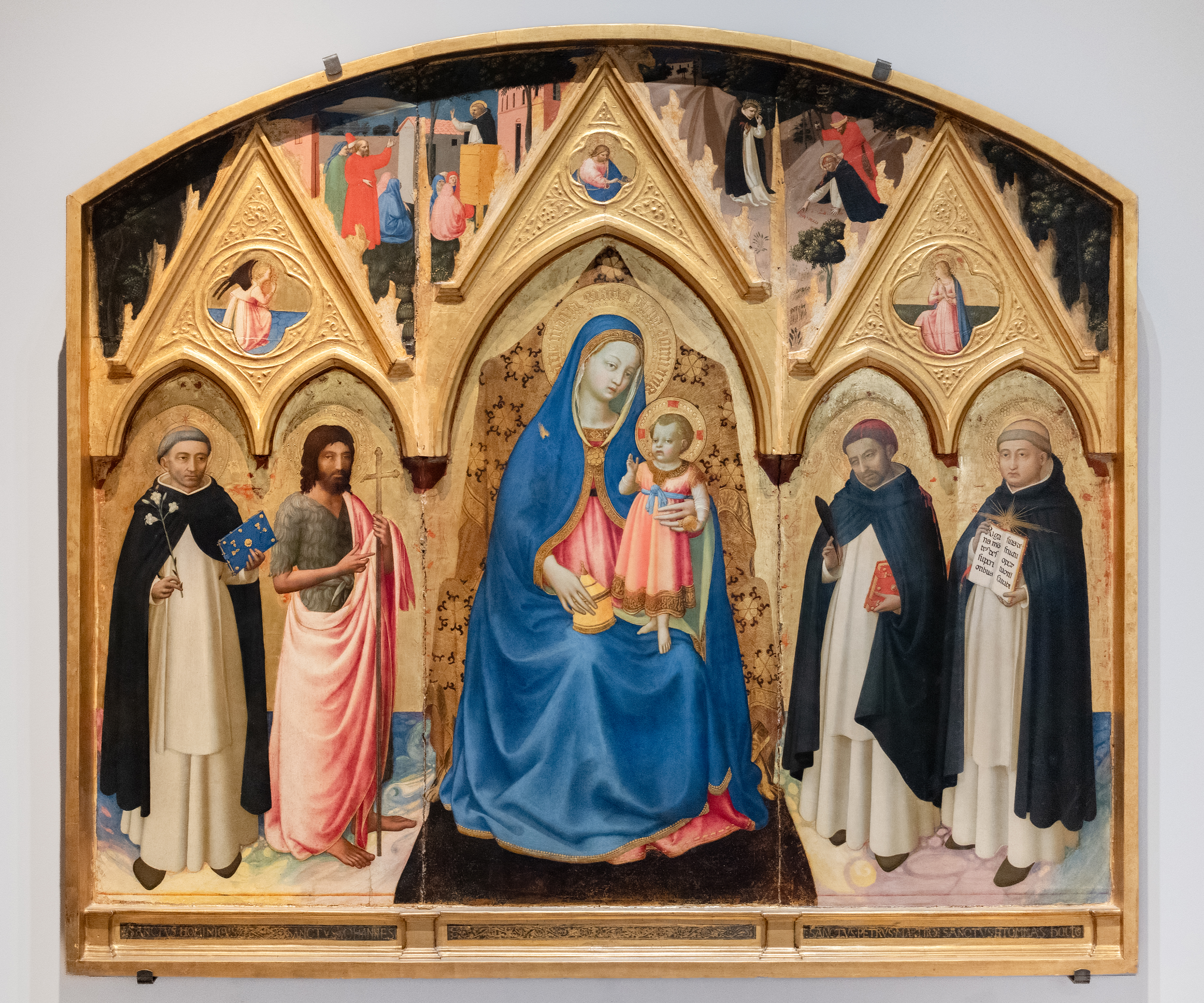
Fra Angelico, Triptyque de saint Pierre martyr, v. 1425.

En 1423, il peint une croix pour l'hôpital Santa Maria Nuova et est nommé dans des documents comme « frère Giovanni de' frati di San Domenico di Fiesole », preuve qu'il est déjà religieux à cette date. Un Saint Girolamo dans le style Masaccesque date de 1424. Son ordination sacerdotale remonte plutôt à la période 1427-1429.
Le triptyque de saint Pierre martyr, commandé par les religieuses du monastère de Saint-Pierre-Martyr à Florence, date de 1428-1429. Dans cette œuvre, Angelico montre qu'il connaît et apprécie à la fois les nouveautés de Gentile da Fabriano et Masaccio et qu'il tente une sorte de réconciliation entre les deux, embrassant progressivement le « style Masaccesque » au fil des années, mais aussi en développant bientôt, à partir des années 30, un style personnel. Si Fra Giovanni montre un penchant indéniable pour les ornements, les détails précieux, les figures élégantes et allongées (constante de l'art gothique tardif ), il est aussi intéressé à les placer dans un espace réaliste, régi par les lois de la perspective et à leur donner un volume corporel perceptible et équilibré.
Déjà dans le triptyque de saint Pierre martyr, les robes des saints sont lourdes et ont des plis qui descendent droit, avec des couleurs vives et lumineuses, tout comme dans les miniatures ; l'espace est profond et mesurable, comme le suggère la disposition en demi-cercle des pieds des saints.
Une Vierge à l'Enfant, aujourd'hui au Musée national San Marco, et une Vierge à l'Enfant avec douze anges au Städelsches Kunstinstitut de Francfort-sur-le-Main, font partie des œuvres datées de cette période.

### À San Domenico di Fiesole (1429-1440)

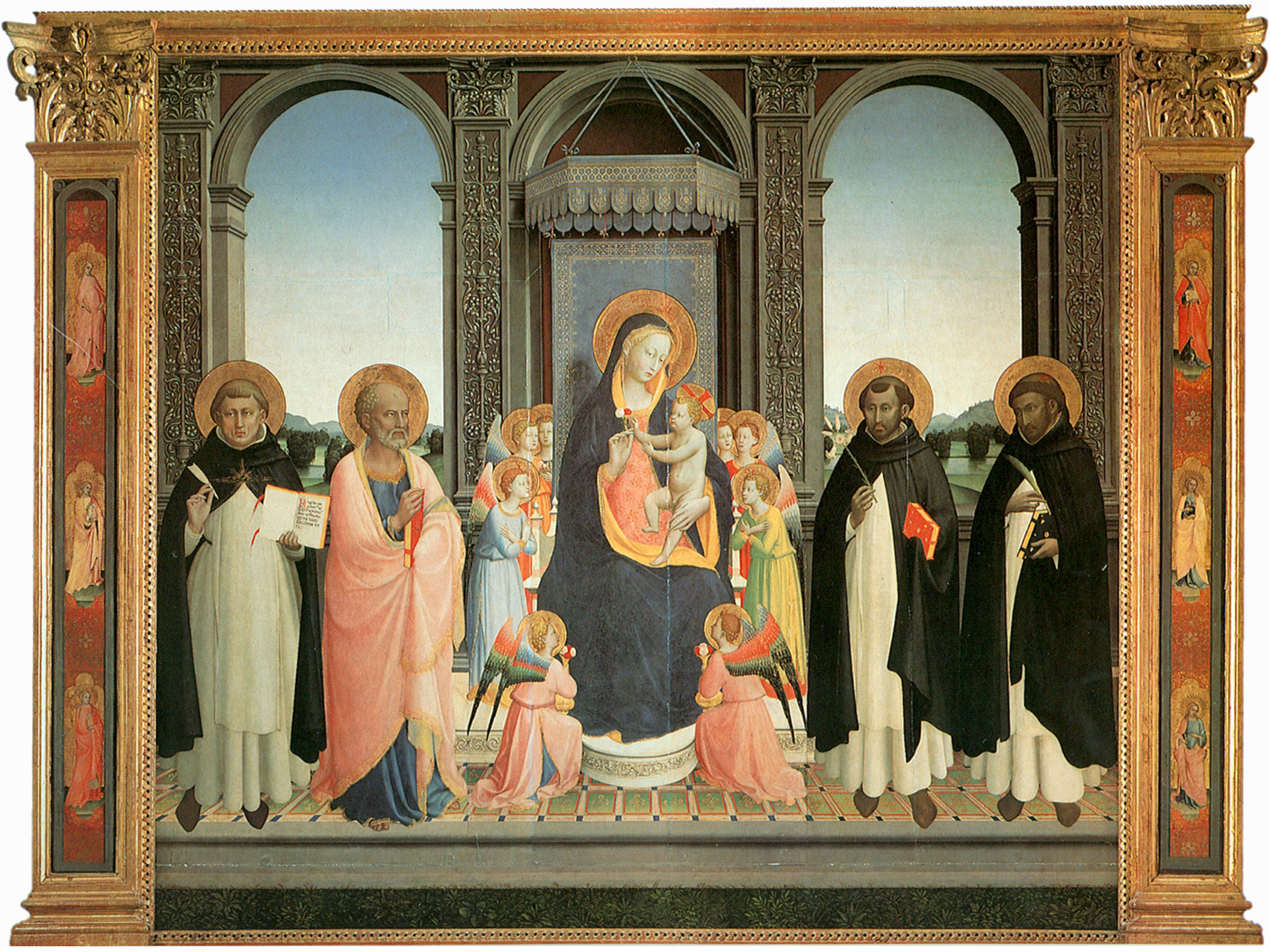
Fra Angelico, Pala di Fiesole.

En 1419, Angelico est au couvent San Domenico di Fiesole où, le 22 octobre, il est enregistré comme « Frère Johannes petri de Muscello » lors d'une réunion du chapitre. Il apparaît également dans d'autres réunions du chapitre en janvier 1431, en décembre 1432, en janvier 1433 (comme vicaire à la place du prieur absent) et en janvier 1435. Il est également documenté le 14 janvier 1434 dans une nomination laïque comme juge pour une estimation avec le peintre Rossello di Jacopo Franchi, du tableau de Bicci di Lorenzo et Stefano d'Antonio pour l'église San Niccolò Oltrarno à Florence : l'expertise d'autres peintres établis est souvent utilisée alors pour décider de la rémunération à verser aux artistes.

Entre les années vingt et trente du XVe siècle, il se consacre à de grands retables pour l'église San Domenico di Fiesole, ce qui lui vaut une renommée considérable et incite d'autres instituts religieux à lui en commander des répliques et des variantes. Entre environ 1424 et 1425, il peint le premier des trois panneaux pour les autels de l'église Saint-Dominique : la Pala di Fiesole, œuvre retouchée par Lorenzo di Credi en 1501 qui en refait le fond. C'est un retable très original où les séparations entre les saints sont désormais absentes des compartiments du polyptyque, même si des cuspides ont été enlevées plus tard lors de la restauration du XVIe siècle. 

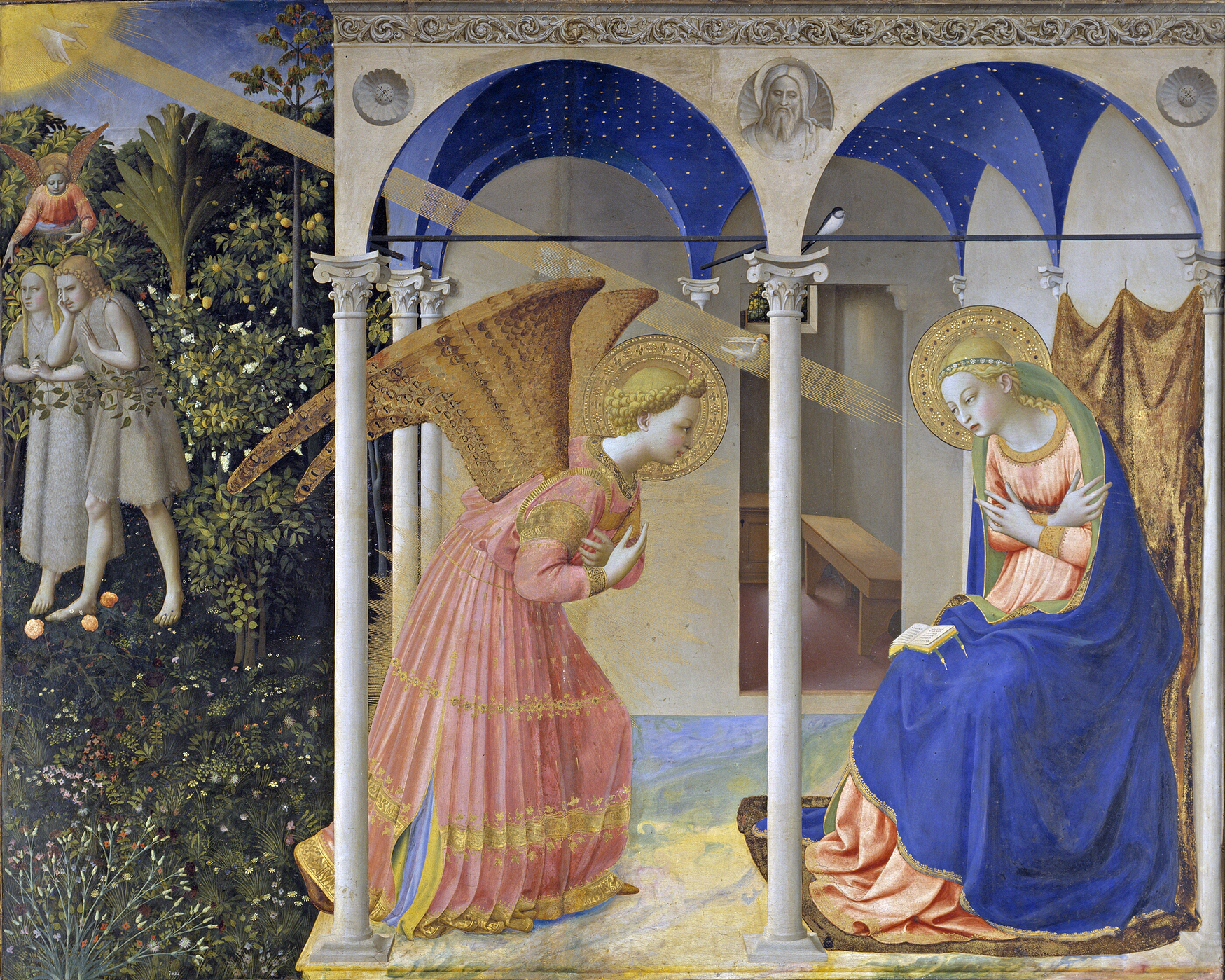
Fra Angelico, L'Annonciation, musée du Prado.

En 1430, il peint L'Annonciation (musée du Prado), avec cinq histoires de la Vie de la Vierge dans la prédelle, second tableau destiné à l'église San Domenico di Fiesole, une œuvre où apparaissent de nouvelles techniques inspirées par Masaccio : une lumière diaphane, utilisée pour la première fois, enveloppe la composition, exaltant les couleurs et les masses plastiques des figures et unifiant l'image. Elle deviendra l'une des caractéristiques les plus évidentes de son style. Le retable a un cadre de transition entre le gothique tardif et la Renaissance, mais c'est surtout dans les cinq histoires de la Vierge de la prédelle que le peintre travaille avec le plus de liberté et d'inventivité.
L'Annonciation, dans laquelle l'archange Gabriel annonce à Marie qu'elle deviendra la mère du Christ, est un thème profondément éprouvé par la peinture florentine. Fra Angelico contribue à cultiver cette tradition tout en adoptant des conceptions modernes avec des compositions unifiées et rectangulaires, la Vierge étant assise dans une loggia à colonnades ouverte dans un jardin clôturé. Dans la même œuvre, en arrière-plan, apparaissent les figures d'Adam et Eve, qui symbolisent les premiers pécheurs dont le Dieu de la Rédemption s'est fait homme, mais aussi pour souligner que Marie consent à la requête de l'Ange, transformant le nom d'« Eve » (Eve/ Ave) : Marie est ainsi la nouvelle Mère de l'humanité.
Deux autres grands retables suivent (ou précèdent) cette œuvre : l'Annonciation de San Giovanni Valdarno et l'Annonciation de Cortone.
Entre 1430 et 1433, Angelico réalise le Jugement dernier (musée national San Marco), un grand panneau destiné à décorer le cymatium d'un siège. Stylistiquement liée aux manières de Lorenzo Monaco, le rythme des plans démontre un intérêt naissant pour l'organisation en perspective de l'espace. Entre 1434 et 1435 il peint à tempera sur bois L'imposition du nom à saint Jean-Baptiste, partie d'une prédelle non identifiée. La scène est placée dans une cour construite avec une perspective d'une extrême précision et à l'aide d'un portail utilisé comme entonnoir perspectif. La Déposition peinte pour Palla Strozzi pour la sacristie de Santa Trinita et l'Imposition du nom à saint Jean-Baptiste présentent déjà les caractéristiques évidentes de la maturité de l'artiste : figures et lignes douces, couleurs, construction en perspective brillante, délicatement réglée et rigoureuse.

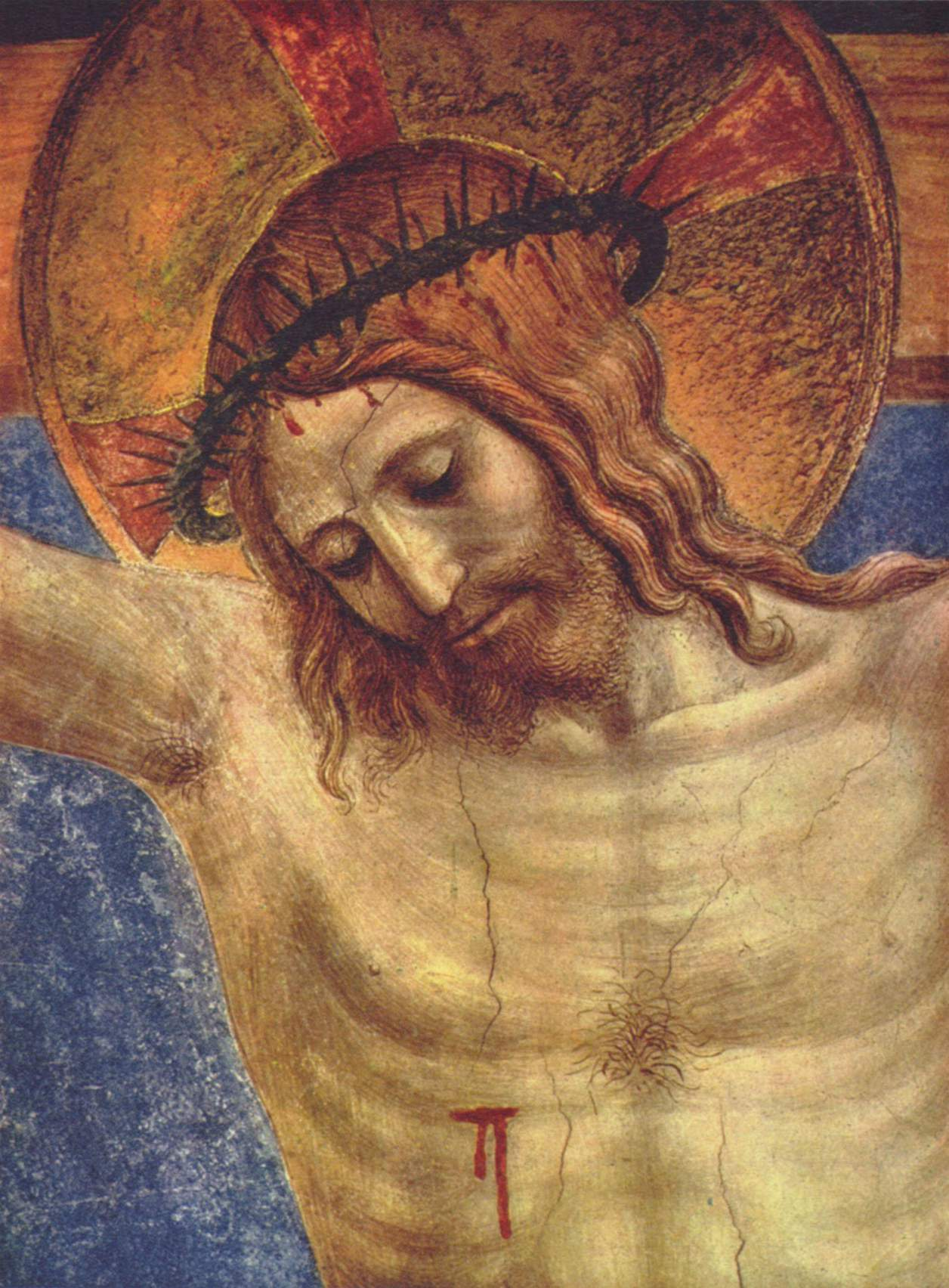
Le Christ en croix, (vers 1437).

Les œuvres de cette période sont souvent des exercices sur le thème de la lumière, comme l'éblouissant Couronnement de la Vierge aux Offices ou celui du Louvre datant respectivement de 1432 et 1434-1435 environ. Le Couronnement du Louvre est le troisième et dernier panneau pour les autels de l'église San Domenico di Fiesole ; la lumière y construit les formes et les explore dans les moindres détails.
En juillet 1433, la corporation des Tisseurs de lin (Arte dei Linaioli e Rigattieri) de Florence confie à Fra Angelico la réalisation de l'ensemble de peintures du Tabernacolo dei Linaioli, sculpté par Lorenzo Ghiberti, désormais au Musée national San Marco. Dans cet ouvrage la Vierge est d'empreinte Masaccesque alors que dans les anges isoptères Angelico se réfère à l'expressivité de la sculpture de Ghiberti.
En 1438, Angelico est impliqué dans les événements liés au transfert de San Domenico à San Marco à Florence. En 1439-1440, il se rend à Cortone pour le compte de Cosme de Medicis pour faire don du vieux retable de San Marco, œuvre de style gothique tardif de Lorenzo di Niccolò, aux frères du couvent dominicain local. Angelico a déjà laissé deux œuvres dans la ville ; à cette occasion il peint une lunette sur le portail de l'église du couvent avec la Vierge à l'Enfant avec les Saints Dominique et Pierre Martyr.
Angelico garde probablement son atelier de San Domenico une bonne partie de 1440 alors qu'il a déjà commencé et mis en scène le Pala di San Marco.

### À San Marco, Florence (1440-1445)

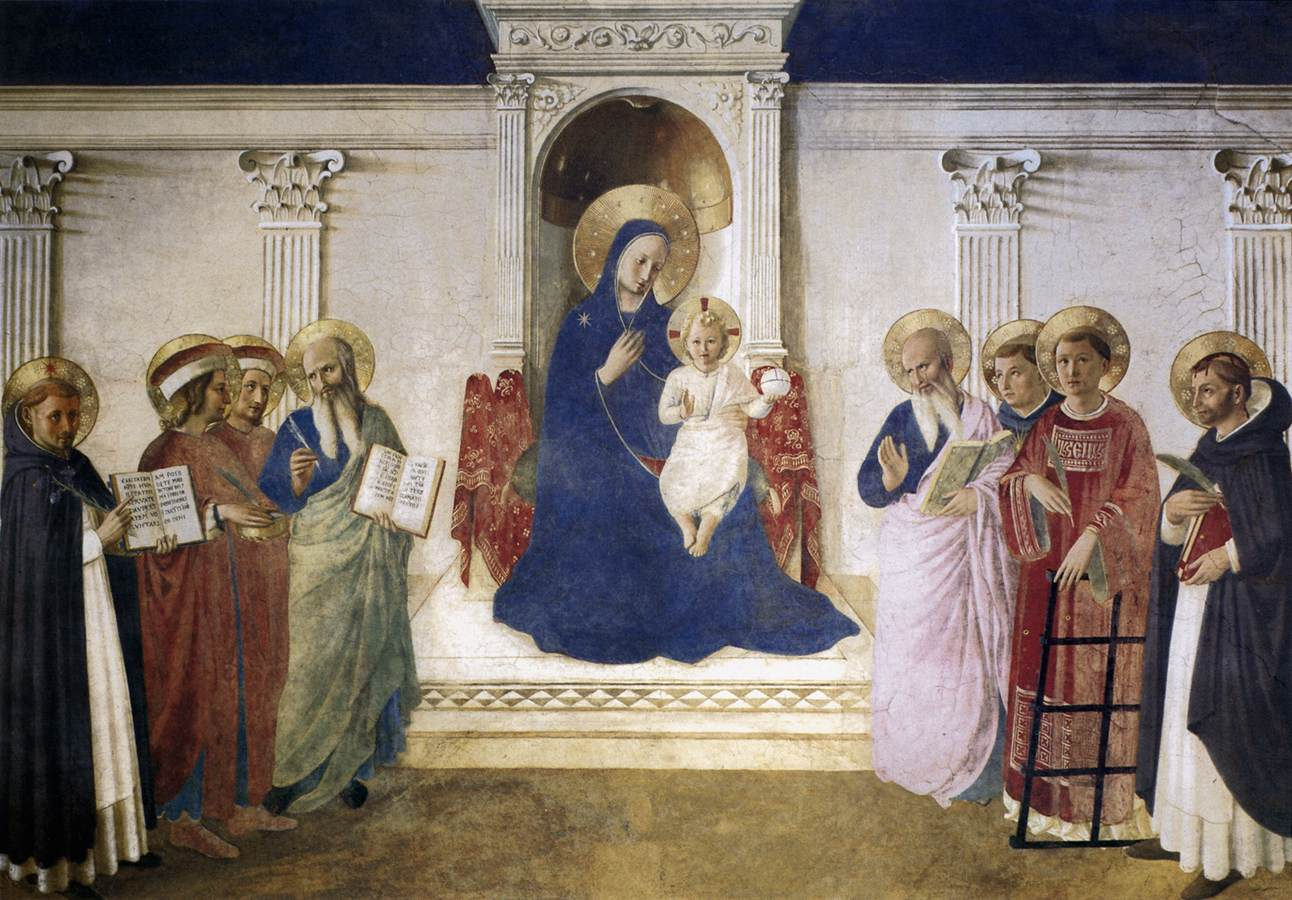
Fra Angelico, Madone des Ombres.

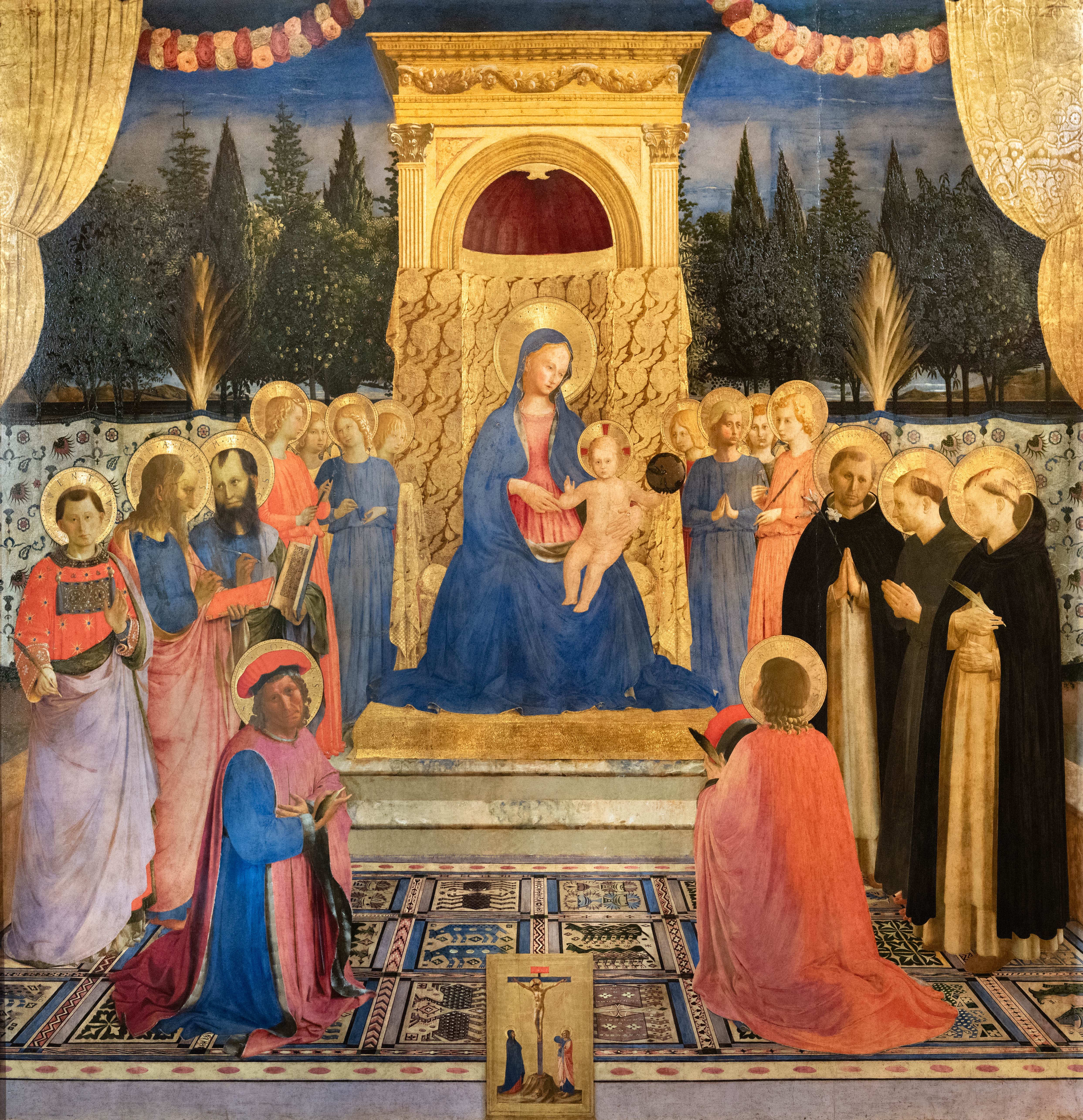
Fra Angelico, Pala di San Marco.

À partir de 1440, Cosme de Médicis lui confie la décoration du couvent San Marco, des pièces et des cellules individuelles des moines, travaux que dirige son ami Antonin de Florence qui deviendra archevêque de la ville en 1446. Angelico est le protagoniste de cette période artistique irremplaçable qui, sous le patronage des Médicis, atteint son apogée en 1439 avec le Concile de Bâle-Ferrare-Florence-Rome et pendant laquelle de grands travaux publics, dont le couvent San Marco, voient le jour.
Quelques frères de San Domenico di Fiesole s'installent en 1435 à Florence à San Giorgio alla Costa et, un an plus tard, en janvier 1436, à San Marco, après avoir résolu un différend avec les moines Sylvestrinis qui revendiquaient le même emplacement. En 1438, Michelozzo, sur commande de Cosme de Médicis, commence la construction d'un nouveau couvent avant-gardiste du point de vue à la fois fonctionnel et architectural. Angelico ne suit pas ses compagnons à San Giorgio alla Costa et à San Marco car il est vicaire de Fiesole. Cependant, vers 1440, Cosme lui confie la direction de la décoration picturale du couvent. La première preuve documentée de la présence du peintre à San Marco remonte au 22 août 1441.
Parmi les traces documentées d'Angelico à San Marco, il y a sa participation au chapitre en août 1442 et en juillet 1445, lorsqu'il signe avec d'autres l'acte de séparation de la communauté florentine de la communauté Fiesolane d'origine. En 1443, il est « sindicho » du couvent, une fonction de contrôle administratif.
L'intervention décorative à San Marco est décidée avec l'aide de Michelozzo, qui a laissé de grands murs blancs destinés à être décorés. C'est une œuvre organique, qui concerne tous les espaces publics et privés du monastère : de l'église (le Pala di San Marco sur l'autel) au cloître (quatre lunettes et une Crucifixion), du réfectoire (Crucifixion détruite en 1554) à la salle capitulaire (Crucifixion et saints), des couloirs (Annonciation, Crucifixion avec Saint Dominique et Madone des ombres) aux cellules individuelles. Finalement, la décoration picturale est la plus étendue jamais imaginée pour un couvent jusqu'alors.
La décoration comprend dans chaque cellule des frères, une fresque avec un épisode tiré du Nouveau Testament ou une Crucifixion, où la présence de saint Dominique indique aux frères l'exemple à suivre et les vertus à cultiver (prostration, compassion, prière, méditation, etc.).
On a beaucoup écrit sur l'attribution au seul Angelico d'un si grand nombre de décors, réalisés en un temps relativement court. Les fresques du rez-de-chaussée lui sont attribuées à l'unanimité en tout ou en partie. Celle des quarante-trois fresques des cellules et des trois couloirs du premier étage est plus incertaine et controversée. Si des contemporains, comme Giuliano Lapaccini, attribuent toutes les fresques à Angelico, aujourd'hui, par simple calcul du temps nécessaire à un individu pour réaliser une œuvre de ce genre et par des études stylistiques mettant en évidence trois ou quatre mains différentes, est plutôt attribuée à Angelico, toute la surintendance de la décoration, mais la réalisation d'un nombre limité de fresques, les autres ayant été peintes à partir de son dessin ou dans son style par des élèves, dont Benozzo Gozzoli.
Les fresques de San Marco ne sont pas seulement un jalon de l'art de la Renaissance, mais sont aussi les plus célèbres et les plus admirées de Fra Angelico. Leur force provient, au moins en partie, de leur harmonie et de leur simplicité absolues, ce qui leur permet de transcender l'objectif immédiat pour lequel elles ont été peintes, à savoir celle de la contemplation pieuse en fournissant des signes appropriés pour la méditation religieuse. Les fresques marquent ainsi une nouvelle phase dans l'art d'Angelico, caractérisée par une parcimonie dans les compositions et une rigueur formelle jamais utilisée auparavant, fruit de la maturité expressive de l'artiste.

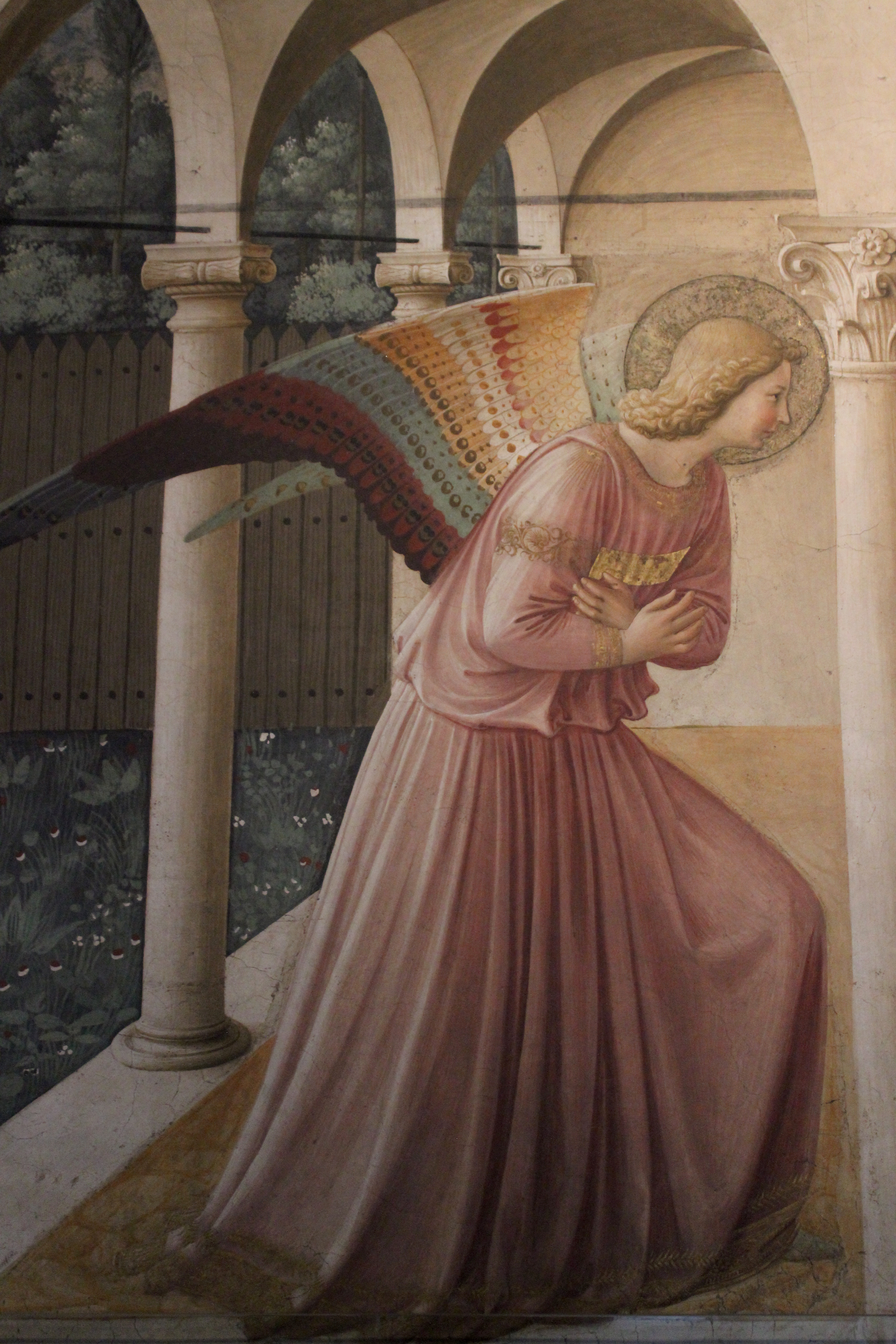
Détail de l'Annonciation du corridor nord.

Les faits évangéliques sont ainsi lus avec une plus grande efficacité que par le passé, exempts de distractions décoratives superflues et plus proches que jamais du narratif et de la psychologie des grandes œuvres de Masaccio. Les personnages sont peu nombreux et diaphanes, les arrière-plans sont déserts ou composés d'architectures claires inondées de lumière et d'espace, atteignant les sommets de la transcendance. Les figures apparaissent simplifiées et éclaircies, les couleurs plus tamisées et ternes. Dans ces contextes, la forte plasticité de la forme et de la couleur, dérivée de Masaccio, crée par contraste un sentiment de vive abstraction. Les saints dominicains apparaissent souvent dans les scènes comme des témoins, qui actualisent l'épisode sacré en l'insérant dans les principes de l'Ordre.

La lumière qui imprègne les peintures d'Angelico est une lumière métaphysique : 

« De plus, si (comme le disait Filippo Brunelleschi) l'espace est une forme géométrique et la lumière divine (comme le disait saint Thomas d'Aquin) remplit l'espace, comment pouvons-nous nier que la forme géométrique est la forme de la lumière ? »

La période d'exécution des travaux picturaux de San Marco n'est pas connue avec précision, mais elle est généralement située de 1437 (ou 1438), avec la réalisation du Pala di San Marco pour commencer, à vers 1440/1441, avec les fresques du couloir est, côté extérieur (1-11), où participe également un assistant (le maître de la cellule 2), très proche d'Angelico qui l'encadre. La Crucifixion et saints dans le chapitre est datée avec certitude en 1441-1442. Du fait de ses analogies stylistiques, l'Adoration des Mages est également datée de 1442. Les cellules 24 à 28 ont probablement été peintes à fresque dans la même période, non pas de la main d'Angelico, mais directement inspirées de celles du côté opposé et probablement sous l'étroite surveillance du maître.
Les fresques du cloître semblent avoir été effectuées après la Crucifixion de la salle capitulaire, et la fresque du Calvaire avec saint Dominique est généralement considérée comme la dernière œuvre du maître avant son départ pour Rome en 1445. Les fresques des cellules 31 à 37 ne peuvent être datées avec évidence, mais doivent avoir été achevées en 1445. L'Annonciation du corridor nord et la Madonna des Ombres, présentent un style plus mature qu'on situe après le retour de Rome, dans les années 1450.
À la séparation des couvents de Fiesole et de San Marco, en 1445, Fra Angelico retourne à Fiesole, plus proche des principes de saint Dominique, car l'installation de la bibliothèque à San Marco en 1444 a troublé la quiétude du couvent. C'est en cette même année 1445, que le pape Eugène IV le convoque à Rome.

### Quelques œuvres des cellules du couvent San Marco

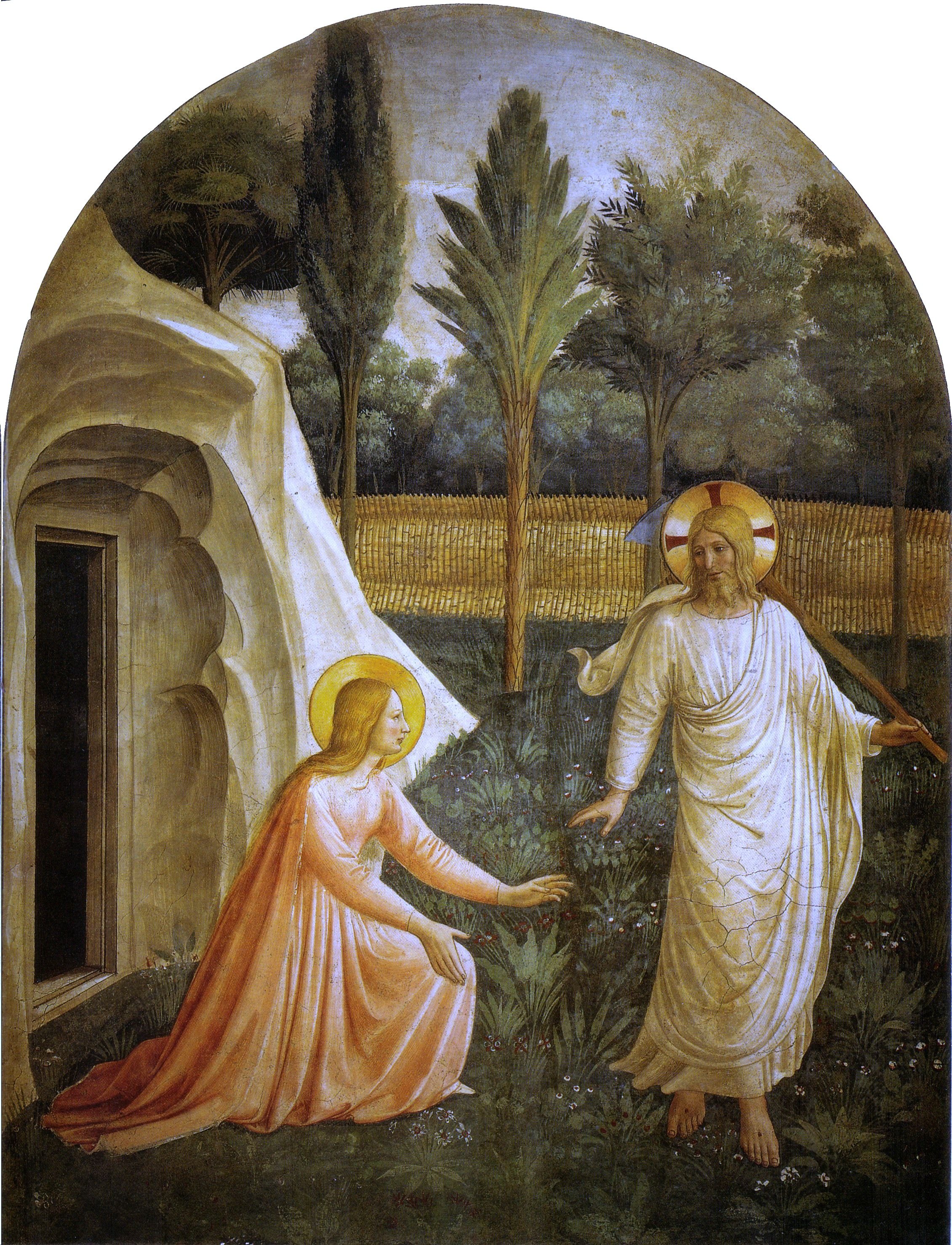
Cellule 1 Noli me tangere.
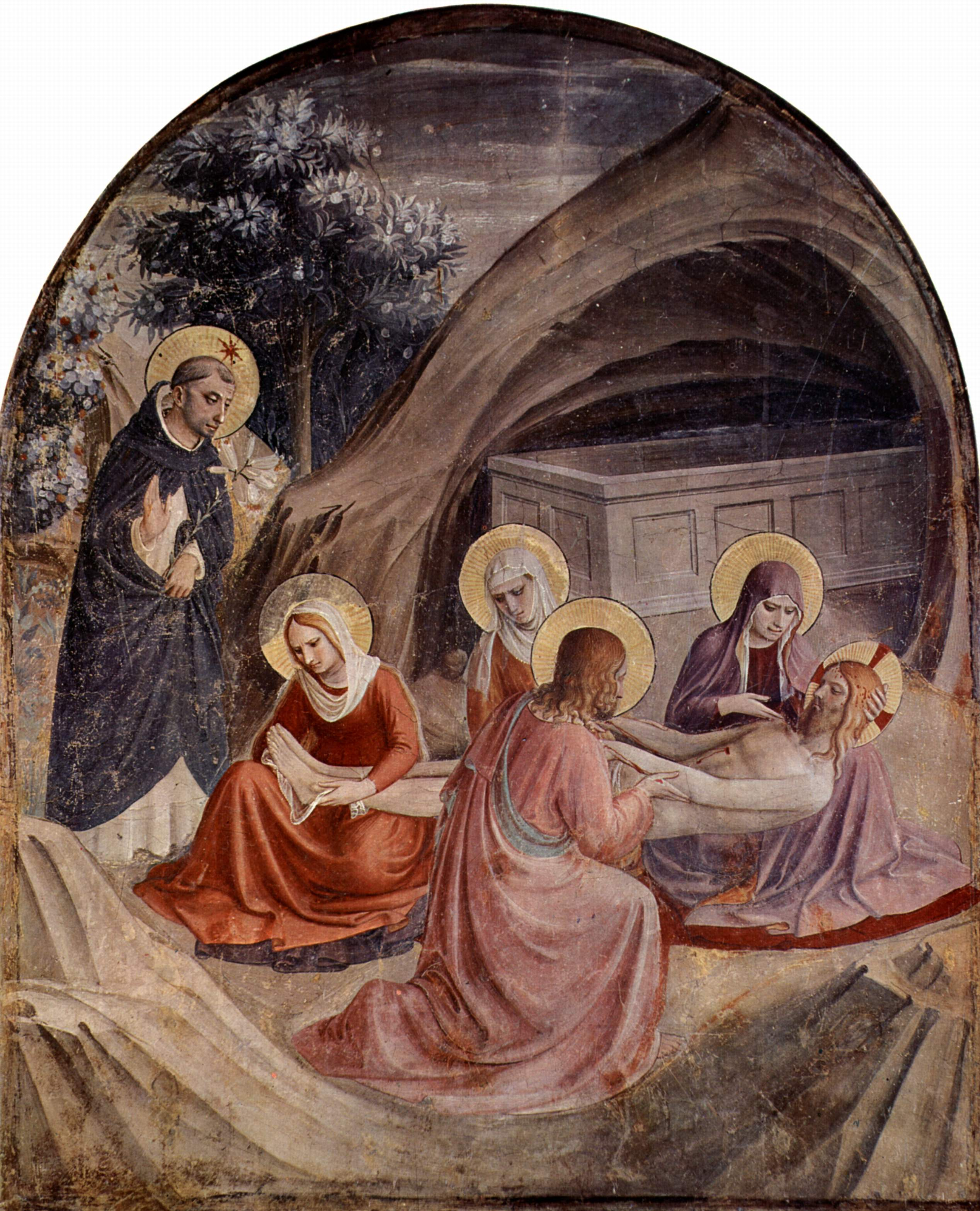
Cellule 2 Lamentation du Christ.
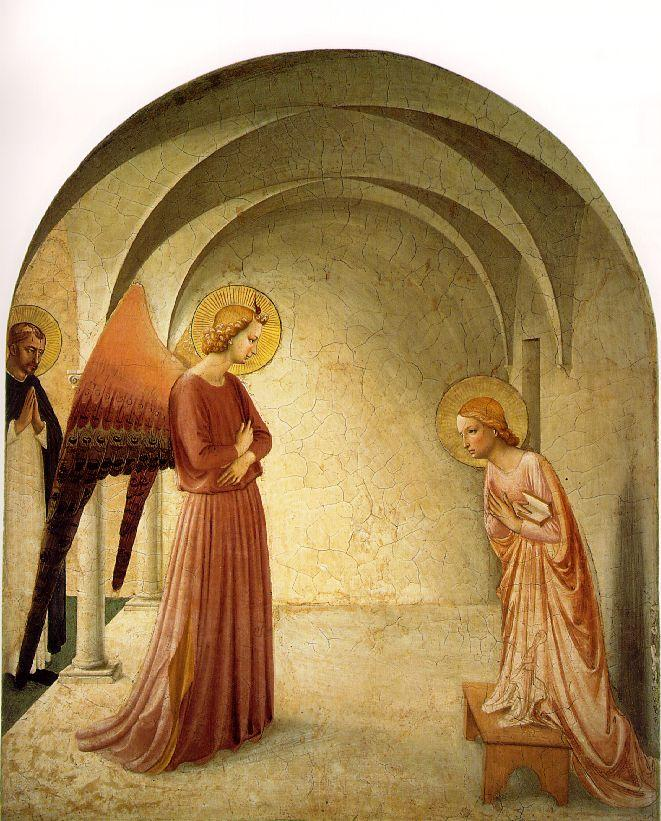
Cellule 3 Annonciation.
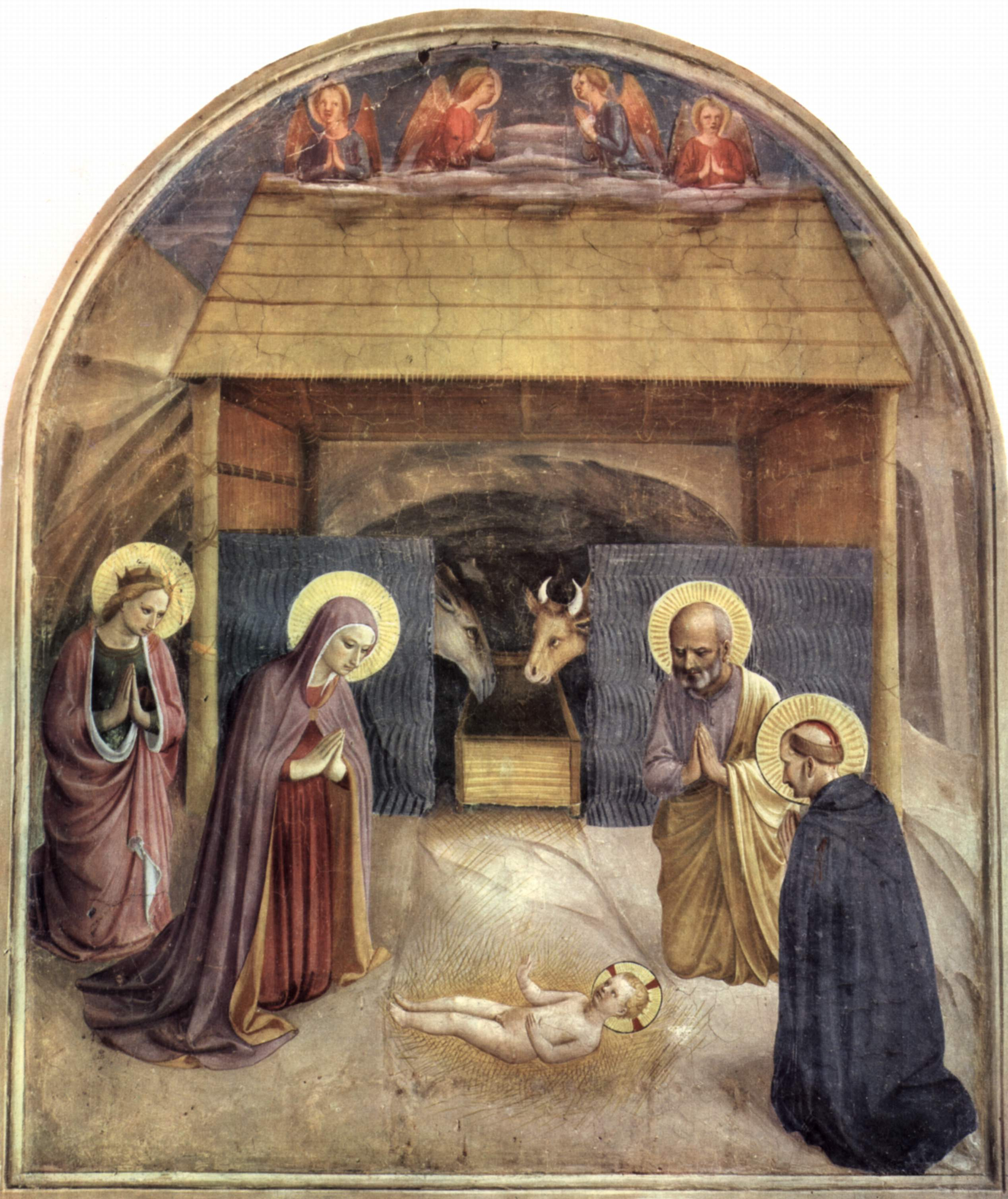
Cellule 5 Nativité.
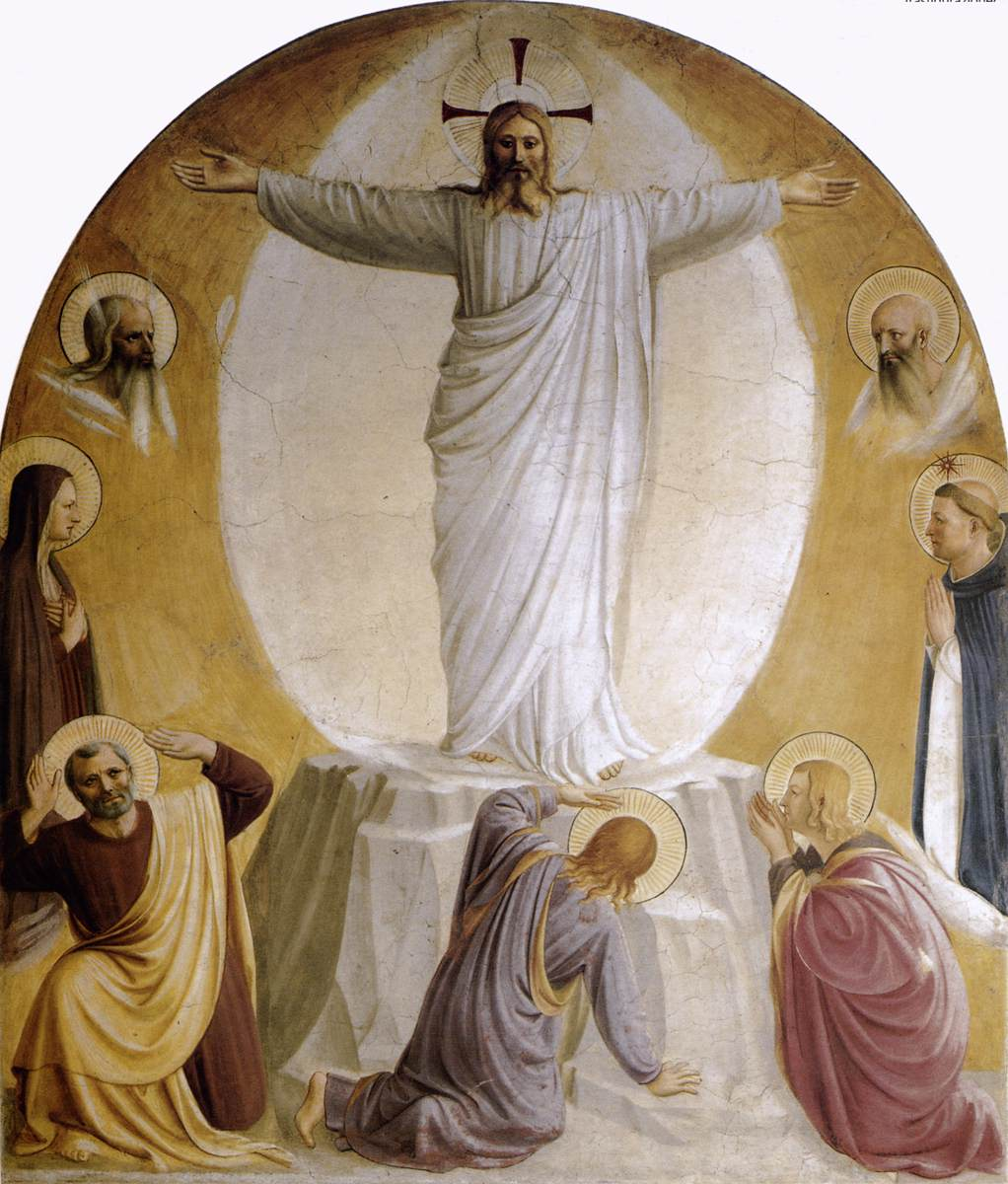
Cellule 6 Transfiguration.

Parmi celles-ci, La Nativité représente la naissance du Christ (cellule 5). On peut y voir l'un des tableaux des débuts de la perspective, avec un essai « maladroit » concernant les anges sur le toit de l'étable. Le Christ est posé à terre, « devant » l'étable, et non dans la mangeoire, entouré de Marie et de Joseph, ainsi que de sainte Catherine d'Alexandrie et de saint Pierre martyr. Le bœuf et l'âne figurent au second plan, dans l'étable, devant la mangeoire. On peut voir d'après l'arrière-plan que la scène se situe dans une grotte ou, plus vraisemblablement, dans la montagne, ce qui est une idée courante de cette scène à l'époque de la Renaissance.

### À Rome (1445-1449) et Orvieto (été 1447)
À une date exacte non connue, probablement dans la seconde moitié de 1445, Fra Angelico est convoqué à Rome par le pape Eugène IV, qui avait vécu neuf ans à Florence où il avait certainement eu l'occasion d'apprécier son travail lorsqu'il avait résidé à San Marco. Cette année-là, le siège de l'archidiocèse de Florence devient vacant et il semblerait que, selon des rumeurs persistantes, le pallium soit offert à Angelico, qui décline en suggérant au pape la nomination d'Antonino Pierozzi à sa place (janvier 1446). Il est clair qu'Angelico est suffisamment estimé intellectuellement pour pouvoir donner son avis sur une nomination au pape, comme l'ont également déclaré six témoins à l'occasion du processus de canonisation d'Antonin, voire pour pouvoir administrer un archidiocèse.

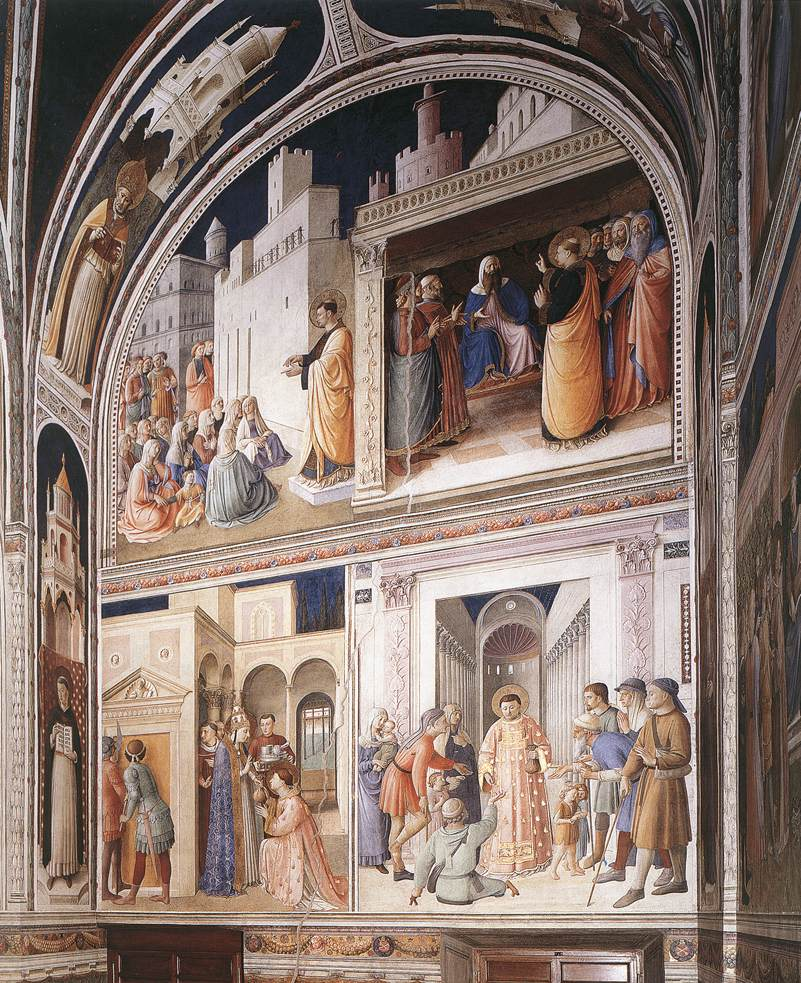
Fra Angelico, Chapelle Nicoline.

Angelico reste à Rome de 1446 à 1449 où il réside au couvent Santa Maria sopra Minerva. En 1446, il peint à la fresque la chapelle du Sacrement, dite « parva », avec des Histoires du Christ, détruites à l'époque de Paul III : le décor devait avoir un caractère « humaniste », avec une série de portraits d'hommes illustres mentionnée par Vasari. Le peintre Jean Fouquet entretient également des relations étroites avec Angelico, peut-être déjà commencées à Florence, lorsqu'il était occupé à peindre un portrait du pape Eugène IV entre l'automne 1443 et l'hiver 1446. Le 23 février 1447, le pape Eugène meurt et le 6 mars, son successeur Nicolas V est élu. Parmi les quelques documents conservés sur son activité au Vatican, trois reçus de paiement (datés du 9 mai au 1er juin) font référence à sa seule commande papale visible aujourd'hui, les fresques de la chapelle Nicoline.
Ces fresques s'étendent sur trois murs avec les histoires des protomartyrs Stéphane et Laurent, sur la voûte avec les évangélistes et huit personnages grandeur nature, les Pères de l'Église, sur les côtés, qu'Angelico peint avec ses aides, parmi lesquels Benozzo Gozzoli. Dans ces fresques, les personnages, solides, aux gestes calmes et solennels, évoluent dans une architecture majestueuse. Angelico devait être particulièrement familier avec le pape en travaillant dans ses appartements, et il a certainement pu s'impliquer dans les intérêts humanistes et les vastes horizons culturels de Nicolas V. Ces stimuli se manifestent pleinement dans les œuvres peintes pour la cour papale, où le style somptueux évoque conceptuellement l'ancienne Rome impériale et paléochrétienne, avec des rappels également de l'architecture proto-Renaissance florentine contemporaine.

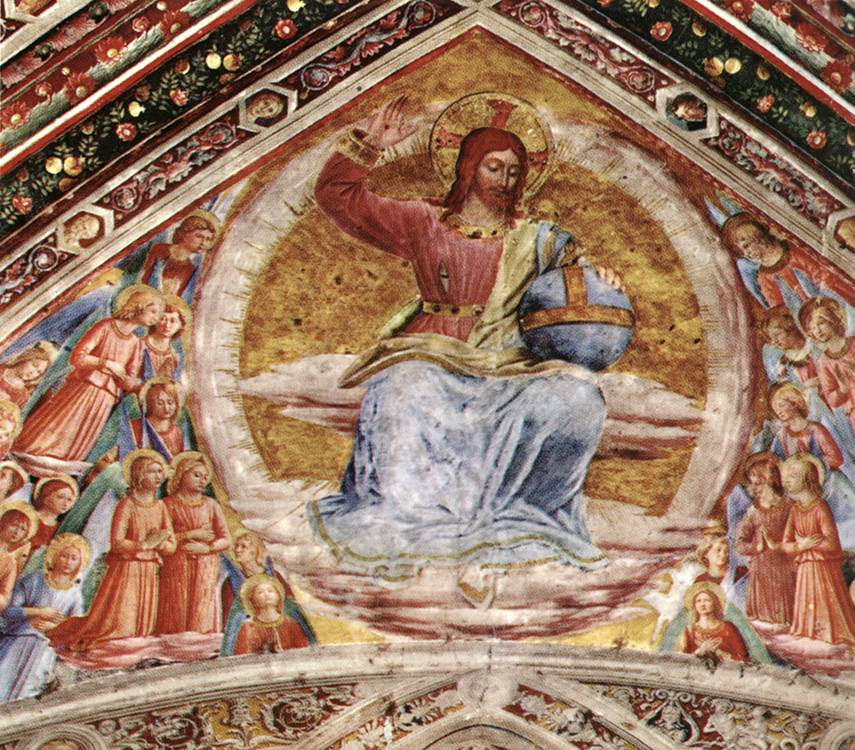
Fra Angelico, chapelle San Brizio.

Le 11 mai 1447, Angelico et son atelier, avec le consentement du pape, se rendent à Orvieto pour passer les mois d'été et travailler sur la voûte de la chapelle San Brizio dans la cathédrale. Ils y restent jusqu'à la mi-septembre et peignent deux pendentifs avec le Jugement du Christ et les Prophètes. La rapidité avec laquelle les voiles sont réalisées témoigne de l'efficacité de l'atelier. L'autographie d'Angelico est prédominante, l'idée et la conception entièrement siennes, avec l'aide dans l'exécution de son « partenaire » Benozzo pour certaines parties. Les œuvres, bien qu'elles aient suscité un intérêt critique relativement modeste par rapport aux fresques du Vatican, sont caractérisées par des compositions spacieuses et des figures majestueuses. Elles seront terminées par Luca Signorelli.
Angelico retourne à Rome où il termine la chapelle Nicoline en 1448. Le 1er janvier 1449, il est déjà occupé dans une autre partie du Vatican, avec la décoration du cabinet de Nicolas V, adjacent à la chapelle Nicoline. Le cabinet est plus petit que la chapelle et est recouvert d'incrustations en bois partiellement dorées ; il n'en reste aucune trace car il a été détruit lors d'un agrandissement ultérieur du bâtiment. En juin 1449, la décoration doit déjà être bien avancée, car l'assistant principal du maître, Gozzoli, retourne à Orvieto ; à la fin de l'année ou dans les premiers mois de 1450, la décoration est terminée et Angelico retourne à Florence.

### Retour en Toscane (1450-1452)

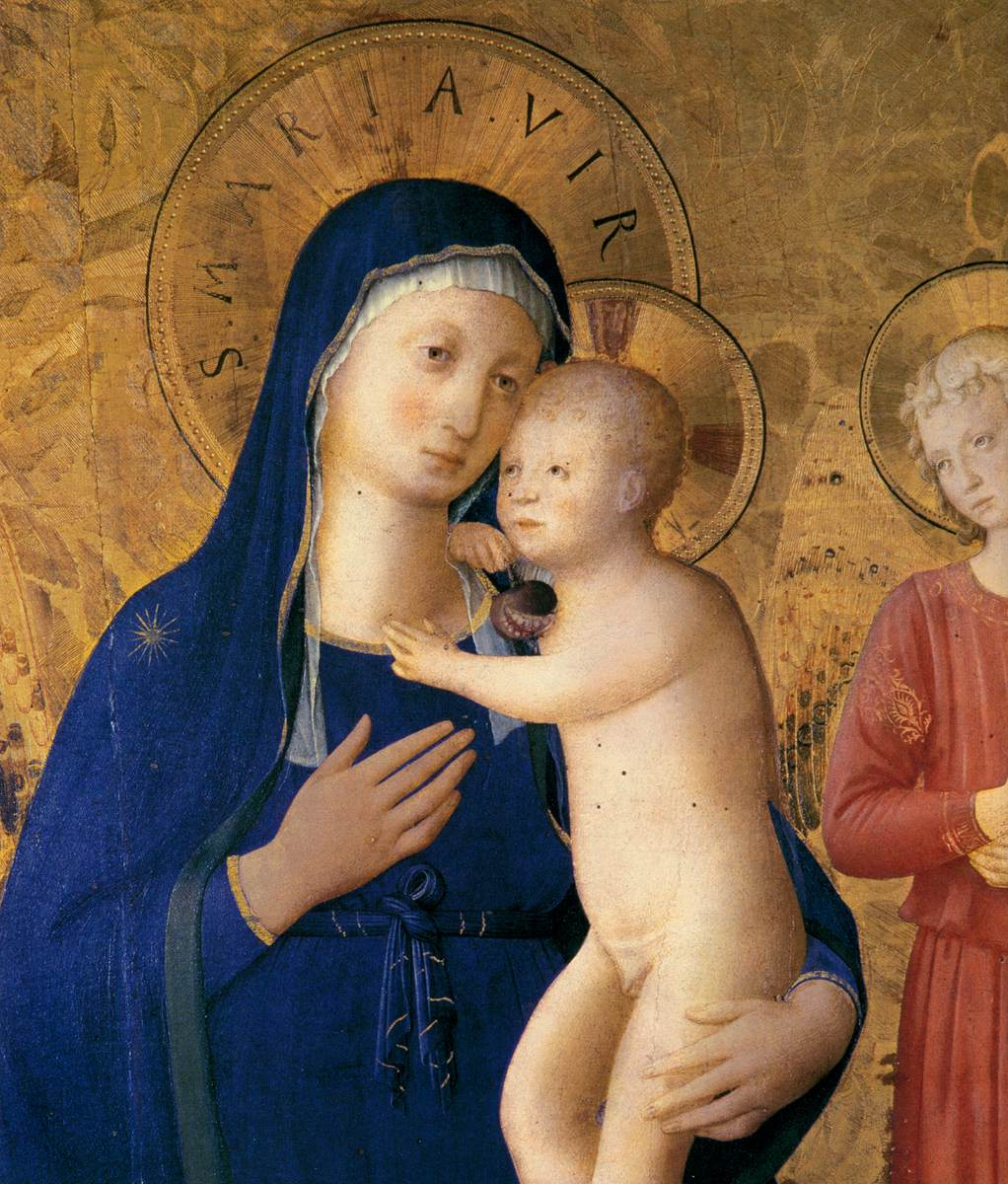
Fra Angelico, Retable de Bosco ai Frati (detail).

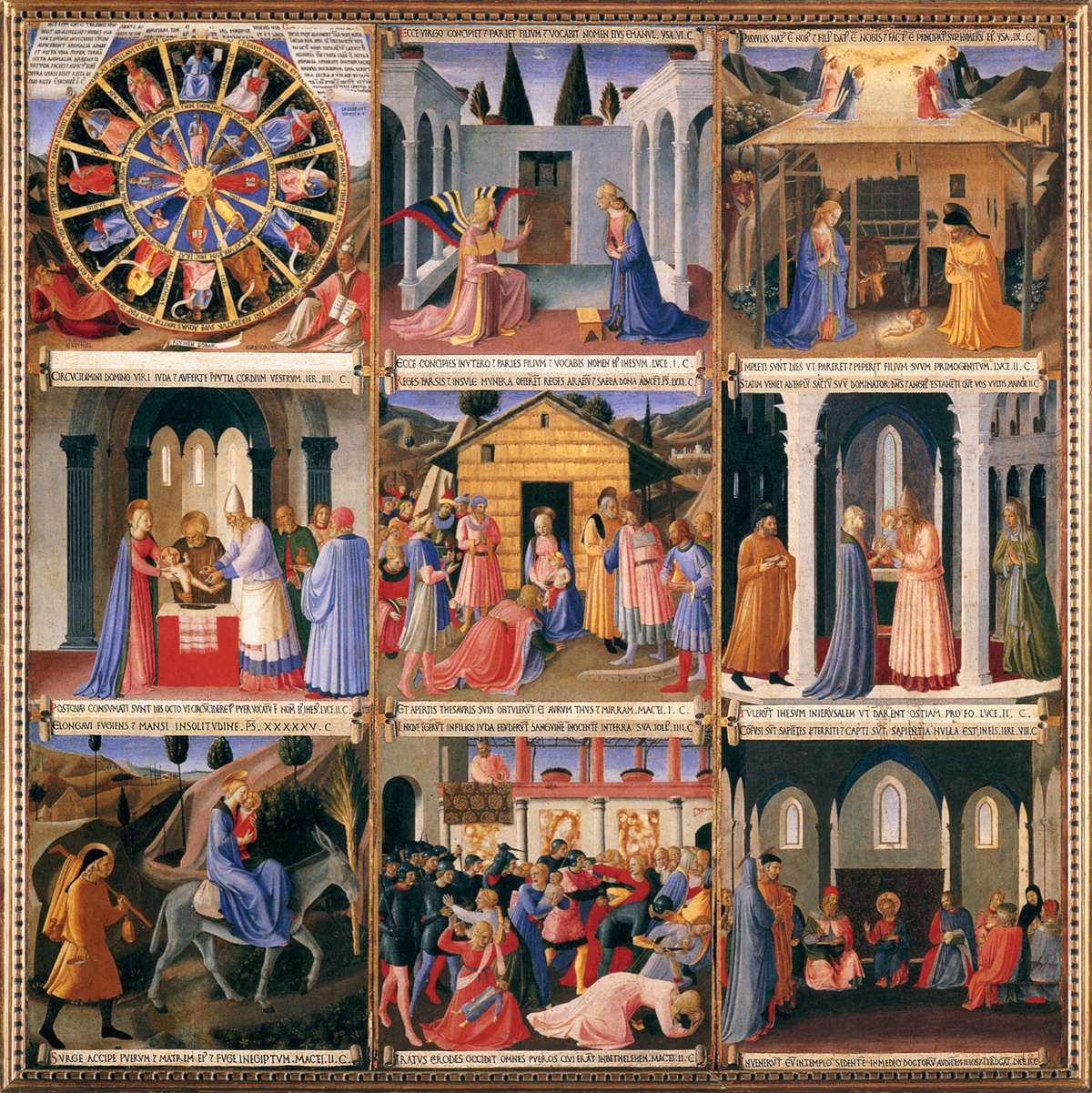
Fra Angelico, Armadio degli Argenti, Scènes de la vie du Christ.

Le 10 juin 1450, Angelico, de retour en Toscane, est nommé prieur de San Domenico di Fiesole, en remplacement de son frère décédé. Il est maintenu dans la fonction de prieur pendant la durée normale de deux ans, et en mars 1452, il est toujours à Fiesole, lorsqu'une lettre du provéditeur de la cathédrale de Prato est remise à l'archevêque Antonin de Florence dans laquelle il demande qu'Angelico peigne à fresque l'abside de la cathédrale de Prato. Huit jours plus tard, la demande est formalisée également au peintre, qui accepte de revenir avec le provéditeur à Prato pour évaluer les conditions de la demande. Angelico négocie avec quatre délégués et le podestat, mais ils ne parviennent pas à un accord (1er avril 1452), probablement parce que l'artiste a déjà de nombreuses commandes en cours et ne veut pas entreprendre un ouvrage aussi important. Le travail est confié à Filippo Lippi.
Le pape Nicolas V lui propose de le nommer évêque de Florence, mais le moine refuse, fuyant les honneurs et le pouvoir, préférant sa vie de religieux et d'artiste.
Pour les années suivantes, la documentation est inexistante ou rare. Certains, comme John Pope-Hennessy, indiquent que les premières œuvres peintes après son retour de Rome, sont les fresques du couvent de San Marco de l'Annonciation du couloir Nord et de la Madone des Ombres, où il aurait fait bon usage de la leçon romaine, alors que d'autres les datent plutôt des années 1440. La même incertitude demeure autour d'une datation tardive du couronnement de la Vierge du Louvre, tandis que le Retable de Bosco ai Frati, commandé par Cosme de Médicis, peut être daté après 1450 avec certitude : en effet, sur la prédelle est peint saint Bernardin de Sienne avec l'auréole, dont la sanctification remonte à 1450. La datation de l'Armadio degli Argenti , une série de panneaux peints qui composent la double porte d'un cabinet votif de la basilique de la Santissima Annunziata, commandée par Pierre Ier de Médicis entre 1451 et 1453 est également incontestée. Dans ces panneaux, représentant des histoires de la vie et de la passion du Christ, on retrouve de nombreux thèmes déjà abordés par Angelico les années précédentes, mais il est surprenant de voir comment son inventivité, même dans la phase tardive de la production, n'a pas diminué.
Bien que tous les tableaux ne soient pas de sa main, certains se distinguent par une composition originale, la vivacité et les effets spatiaux et lumineux, comme l'Annonciation (thème récurrent de Fra Angelico tout au long de sa production) et la Nativité.
Le 2 décembre 1454, il est sollicité, conjointement à Filippo Lippi et Domenico Veneziano, les deux autres peintres florentins les plus respectés de l'époque, une estimation des fresques du Palazzo dei Priori à Pérouse.
Le tondo avec l'Adoration des Mages, peut-être commencé en 1455 et complété plus tard par Filippo Lippi, est généralement considéré comme sa dernière œuvre.

### Second séjour à Rome et décès

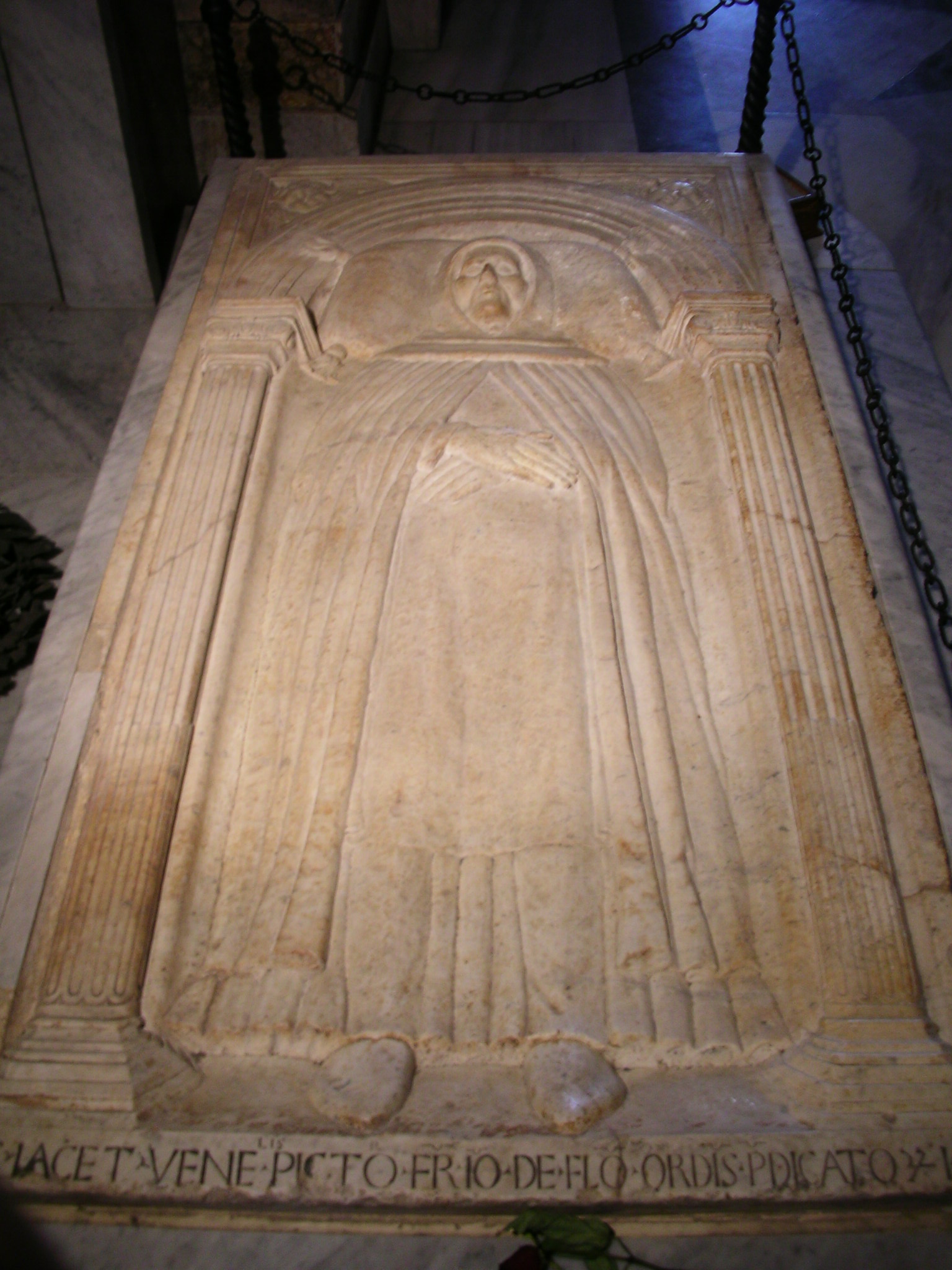
Sa tombe dans l'église de la Minerve à Rome, avec le gisant sculpté sur la dalle funéraire par Isaia da Pisa en 1455.

En 1452 ou 1453, Angelico retourne à Rome pour peindre la chapelle de Nicolas V (Cappella Niccolina) et créer diverses œuvres pour Santa Maria sopra Minerva, la maison mère de l'ordre dominicain : le retable principal, probablement une Annonciation, dont trois sections de la prédelle avec des histoires de saint Dominique, et le grand cycle de fresques, peintes en terra verde (un pigment à base d'oxyde de fer et d'acide silicique), illustrant les méditations du cardinal espagnol Juan de Torquemada, dans le cloître. Ce cycle a été perdu, mais peut être reconstitué à partir de documents manuscrits et imprimés.
Fra Giovanni meurt à Rome le 18 février 1455, quelques semaines avant Nicolas V. Il est enterré dans l'église de la Minerve. La pierre tombale de son sépulcre en marbre, honneur exceptionnel pour un artiste de l'époque, est visible près du maître-autel. Deux épitaphes sont écrites, probablement par Laurent Valla. La première, perdue, se trouvait sur une plaque murale, et la deuxième épigraphe est inscrite sur la plaque de marbre ornée d'un relief du corps du peintre avec la soutane dans une niche Renaissance.

### Béatification
Les Dominicains décident de demander formellement au Saint-Siège la béatification d'Angelico lors du chapitre général de Viterbe en 1904. En 1955, à l'occasion du 500e anniversaire de sa mort, son corps est exhumé et la reconnaissance canonique des reliques se poursuit. Avec le motu proprio Qui res Christi gerit du 3 octobre 1982, le pape Jean-Paul II accorde à l'ordre dominicain par indult, la célébration de la messe et de l'office en l'honneur d'Angelico, et le samedi 18 février 1984, à la basilique de la Minerve, le bienheureux est proclamé saint patron des artistes, notamment des peintres,,. Jean-Paul II dira de l'artiste qui priait avant chaque réalisation : 

« En lui, la foi est devenue culture, et la culture est devenue foi vécu […]. En lui, l'art devient prière,. »

Sa mémoire liturgique est célébrée le 18 février.

## Interprétation de son œuvre et héritage
Fra Angelico a intégré les innovations stylistiques introduites par les maîtres de la Renaissance florentine comme Masolino da Panicale et Paolo Uccello (intérieurs emboîtés grâce à la perspective artificielle), initiant le courant artistique appelé « peintres de la lumière » en jouant sur les ombres et la lumière pour donner de la profondeur à ses tableaux ou du modelé à ses personnages, abandonnant ainsi les aplats de la peinture gothique.
L'importance de son travail se décèle à la fois chez ses collaborateurs (Benozzo Gozzoli), et sur des artistes qui ne lui sont pas directement liés (Filippo Lippi) ; Piero della Francesca et Melozzo da Forlì abandonneront sa manière de traiter la lumière.

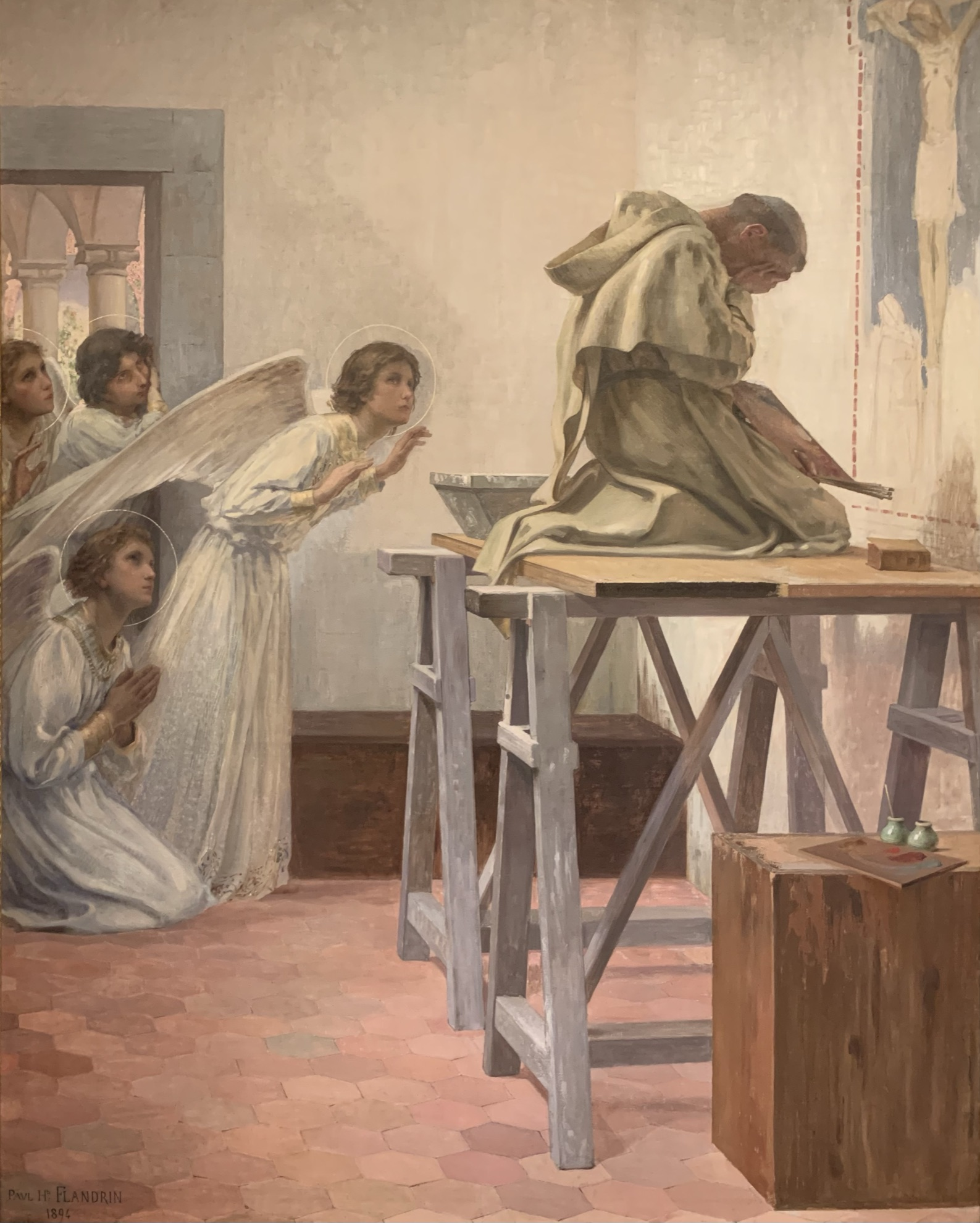
La spiritualité de Fra Angelico vue par le XIXe siècle : Fra Angelico visité par les anges, par Paul Hippolyte Flandrin (1894).

Déjà quelques années après sa mort, Angelico apparaît comme Angelicus pictor [. . . ] Johannes nomme, pas Jotto, pas Cimabove minor dans le De Vita et Obitu B. Mariae du dominicain Domenico da Corella. Peu de temps après, il est mentionné avec Pisanello, Gentile da Fabriano, Filippo Lippi, Pesellino et Domenico Veneziano dans un célèbre poème de Giovanni Santi. Avec l'avènement de Savonarole, l'art est utilisé comme moyen de prédication et la figure d'Angelico, artiste et frère, est prise comme modèle par les adeptes du frère ferrarais. Cette lecture, qui présupposait la supériorité artistique d'Angelico en raison de sa prééminence en tant qu'homme d'Église, figure déjà dans le premier récit de la vie de l'artiste publié dans un volume d'eulogies dominicaines par Leandro Alberti de 1517. Vasari a tiré de ce travail, intégré aux Histoires de Fra Eustachio, quatre-vingts ans, qui lui a transmis diverses légendes liées aux artistes de San Marco, le matériel pour la biographie des Vies de 1550.
Au XIXe siècle, on se basait sur l'interprétation de Vasari, qui elle-même était inspirée de la Contre-Réforme, où l'on insistait sur le caractère dévot de sa peinture. Les commentateurs contemporains préfèrent resituer l'artiste dans la perspective de la première Renaissance, et souligner son effort novateur ainsi que l'influence initiale de Masaccio. Chez les commentateurs de l'époque, la vie spirituelle d'Angelico prend une allure romantique et légendaire, comme on la trouve chez divers écrivains.
Au XXe siècle, sa figure est mieux contextualisée en le plaçant parmi les pères de la Renaissance florentine, ceux qui ont développé la nouvelle langue qui s'est répandue dans toute l'Europe. Georges Didi-Huberman commence son livre Devant l'image par une analyse de L'Annonciation (cellule 3) du couvent San Marco.
Le musée Jacquemart-André est le premier musée français à avoir consacré, fin 2011-début 2012 une exposition à Fra Angelico. Celle-ci a montré notamment comment les œuvres du peintre ont influencé son élève Benozzo Gozzoli ou encore comment son traitement de la lumière se retrouve dans les peintures d'autres « maîtres de la lumière » tels Fra Filippo Lippi, Melozzo da Forlì, Piero della Francesca ou Benozzo Gozzoli. On n'y voit par contre aucune fresque même transférée sur toile ou des sinopie sur masonite et même des éléments enluminés à l'origine de l'art du Beato.

## Œuvres

### Miniatures
- Saint Dominique en gloire (1424) Messale 558, musée du couvent San Marco, Florence
- Vierge de miséricorde avec frères agenouillés (1424), Messale 558, San Marco
- Le Roi David (1443-1445), San Marco

### Dessins
- L'institution de l'Eucharistie (v. 1445-1446) plume et encre brune, lavis brun, musée du Louvre, Paris

### Fresques
- Fresques de la voûte de la chapelle San Brizio : Jugement dernier, les Anges et les Prophètes (1447-1449), cathédrale d'Orvieto (terminées par Luca Signorelli en 1499-1504)
- Vierge à l'Enfant (1435), salle capitulaire du couvent San Domenico de Fiesole (transférée sur masonite avec sa sinopia)
- Vierge de l'humilité avec saint Dominique, saint Pierre martyr et les quatre évangélistes (1438), musée diocésain, Cortone (transférée sur masonite)
- L'Annonciation du couvent San Marco en entrée du corridor nord, la Madone des ombres du couloir Est et les fresques des 44 cellules des moines du couvent san Marco (certaines assistées de Benozzo Gozzoli).
- Fresques de la chapelle Nicoline (entre 1447 et 1451) : Épisodes de la vie de saint Étienne, Scènes de la vie de saint Laurent, voûte et pilastres.
- Le Calvaire avec saint Dominique en prière, vers 1440 - 1445, 435 × 260 cm, musée du Louvre, Paris.

### Tableaux
- Preghiera nell'orto
- Martirio di San Marco, tempera sur panneau, musée national San Marco, Florence
- Cristo coronato di spine, Duomo de Livourne
- La Conversion de saint Augustin, tempera sur bois, 22,5 × 34,5 cm, musée Thomas-Henry, Cherbourg-en-Cotentin
- Les Stigmates de saint François et le martyre de saint Pierre, tempera sur bois, 24,3 × 43,8 cm, galerie Strosmayer, Zagreb, Croatie.

#### Datés avant 1440
- Incoronazione della Vergine (1420 environ)
- La Thébaïde (1420 environ), musée des Offices, Florence
- L'Annonciation (vers 1426), panneau central d'un retable pour le couvent couvent San Domenico de Fiesole, musée du Prado, Madrid
- San Nicola da Bari e San Michele Arcangelo (1424)
- Vierge à l'Enfant avec saint Dominique et saint Thomas, fresque, v. 1424-1430, musée de l'Ermitage, Saint-Pétersbourg
- Vierge à l'enfant avec des anges[19], v. 1425, tempera sur bois, 81 × 51 cm, musée de l'Ermitage, Saint-Pétersbourg
- La Preuve par le feu de saint François devant le sultan, 1425, Lindenau Museum, Altenbourg[20]
- Dieu le Père (1425-1430), musée du Louvre, Paris[note 6]
- Incontro fra san Domenico e san Francesco (1430 environ)
- Scena della vita dell'apostolo Giacomo: liberazione di Ermogene (1430 environ)
- L'Annonciation de San Giovanni Valdarno (1430-1432), panneau principal, tempera sur panneau de 195 × 158 cm, Museo della Basilica di Santa Maria delle Grazie, San Giovanni Valdarno
- L'Annonciation de Cortone (1432-1434 environ), musée diocésain, Cortone
- Le Jugement dernier (1432-1435 environ), partie supérieure de siège, musée national San Marco
- Vierge de l'humilité[21], début XVe siècle, tempera sur panneau, 33 × 28 cm, académie Carrara, Bergame[22]
- Le Mariage de la Vierge, 1430, tempera sur bois, 19 × 50 cm, musée national San Marco[23]
- La Décollation de saint Jean Baptiste et le Banquet d'Hérode (vers 1430), huile sur bois, 21 × 32 cm, musée du Louvre, Paris[note 7]
- Ange en adoration, tourné vers la droite et Ange en adoration, tourné vers la gauche (vers 1430 - 1440 ?), 37 × 23 cm, musée du Louvre, Paris[note 8]

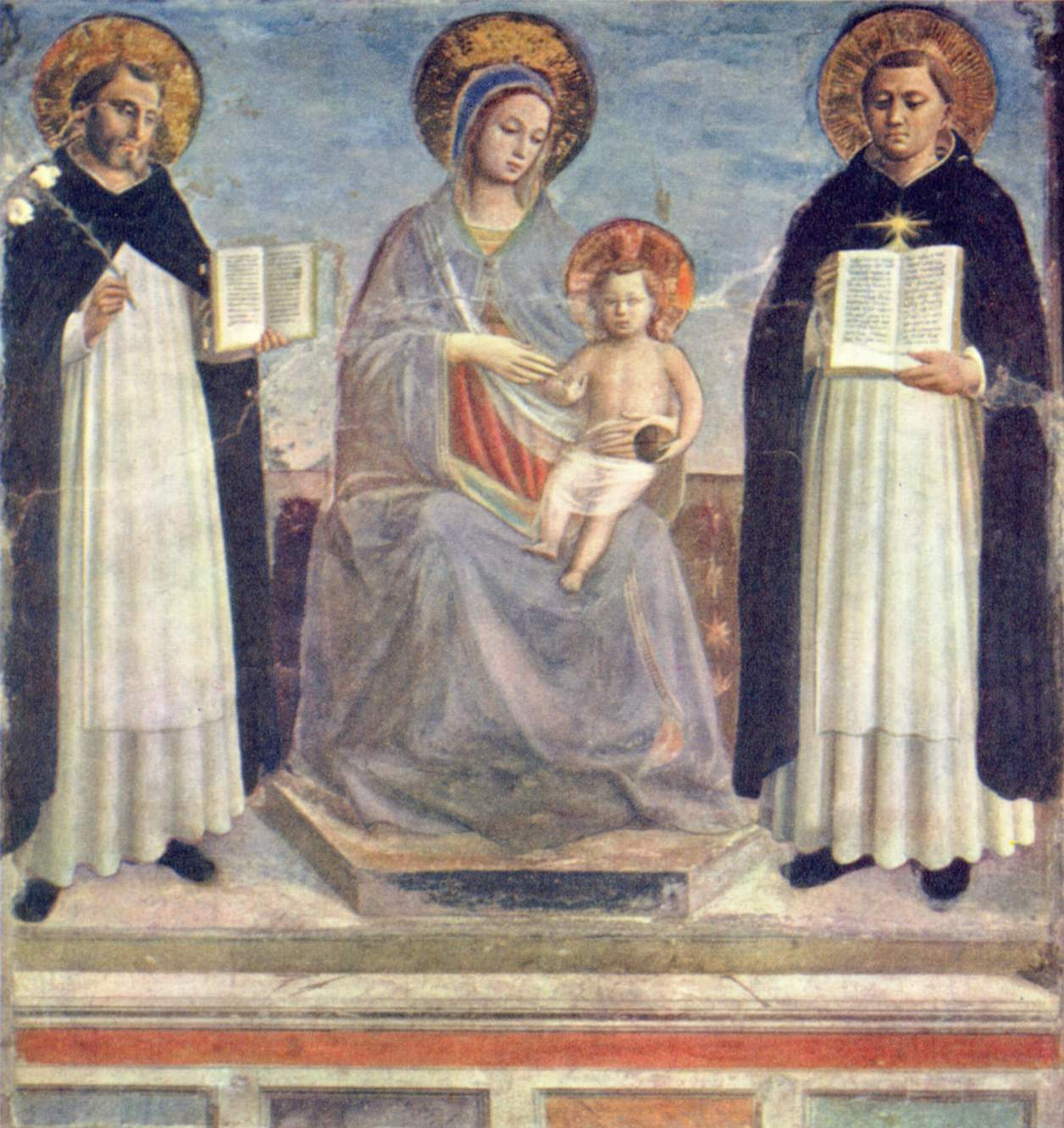
Vierge à l'enfant avec saint Dominique et saint Thomas, 1424-1430,musée de l'Ermitage.
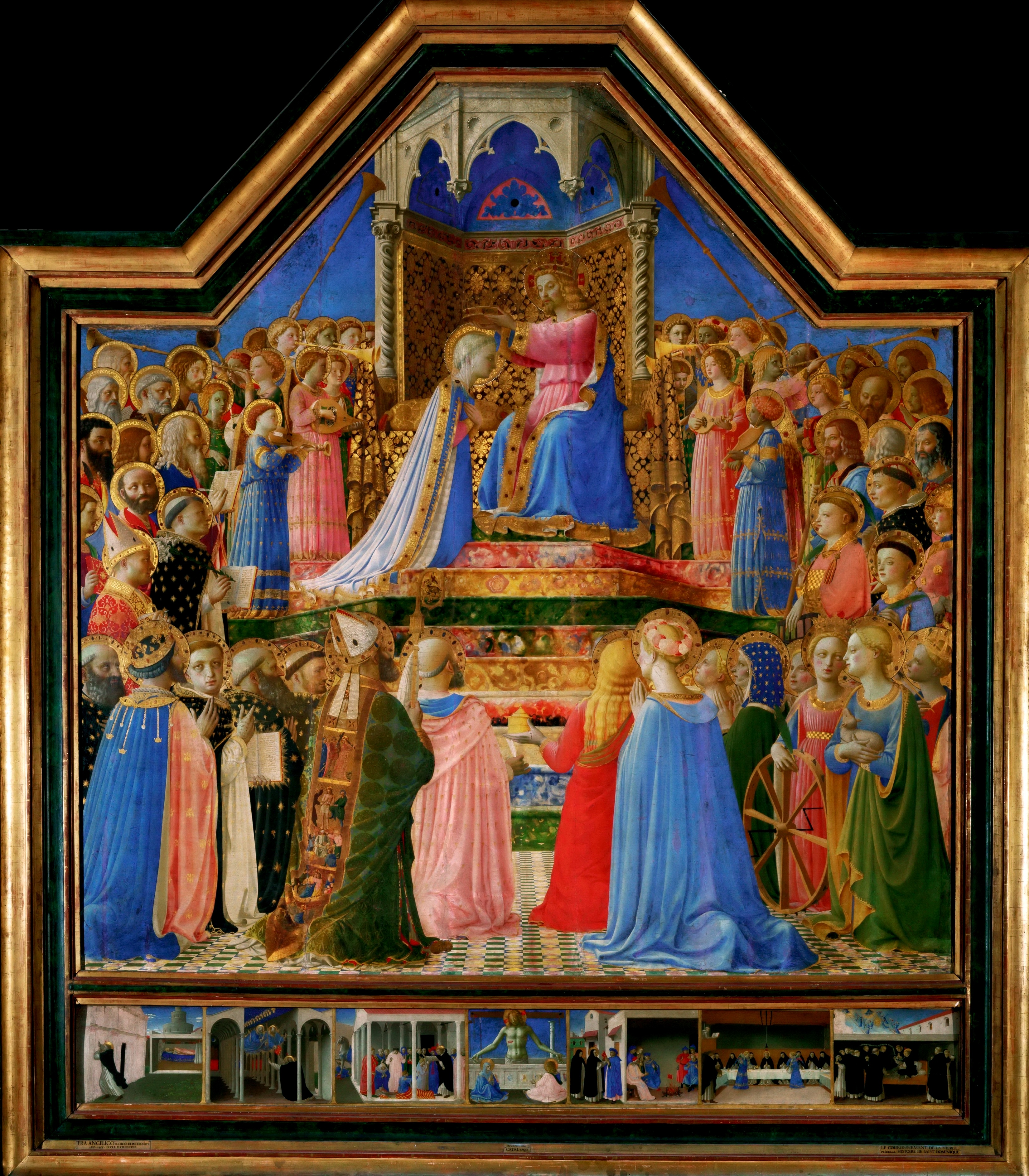
Le Couronnement de la Vierge, 1430-1432,musée du Louvre.
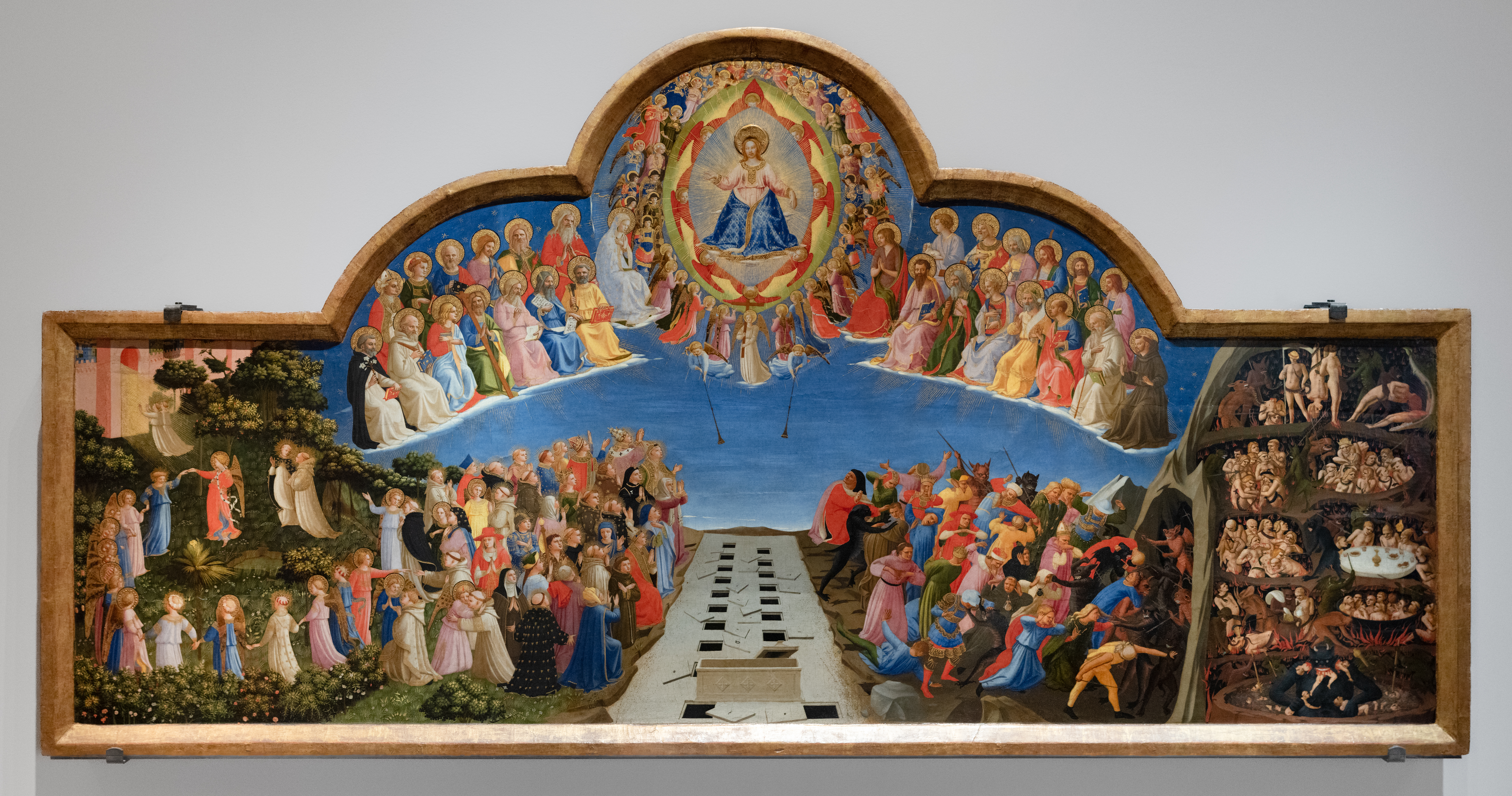
Le Jugement dernier, v. 1431,musée national San Marco.
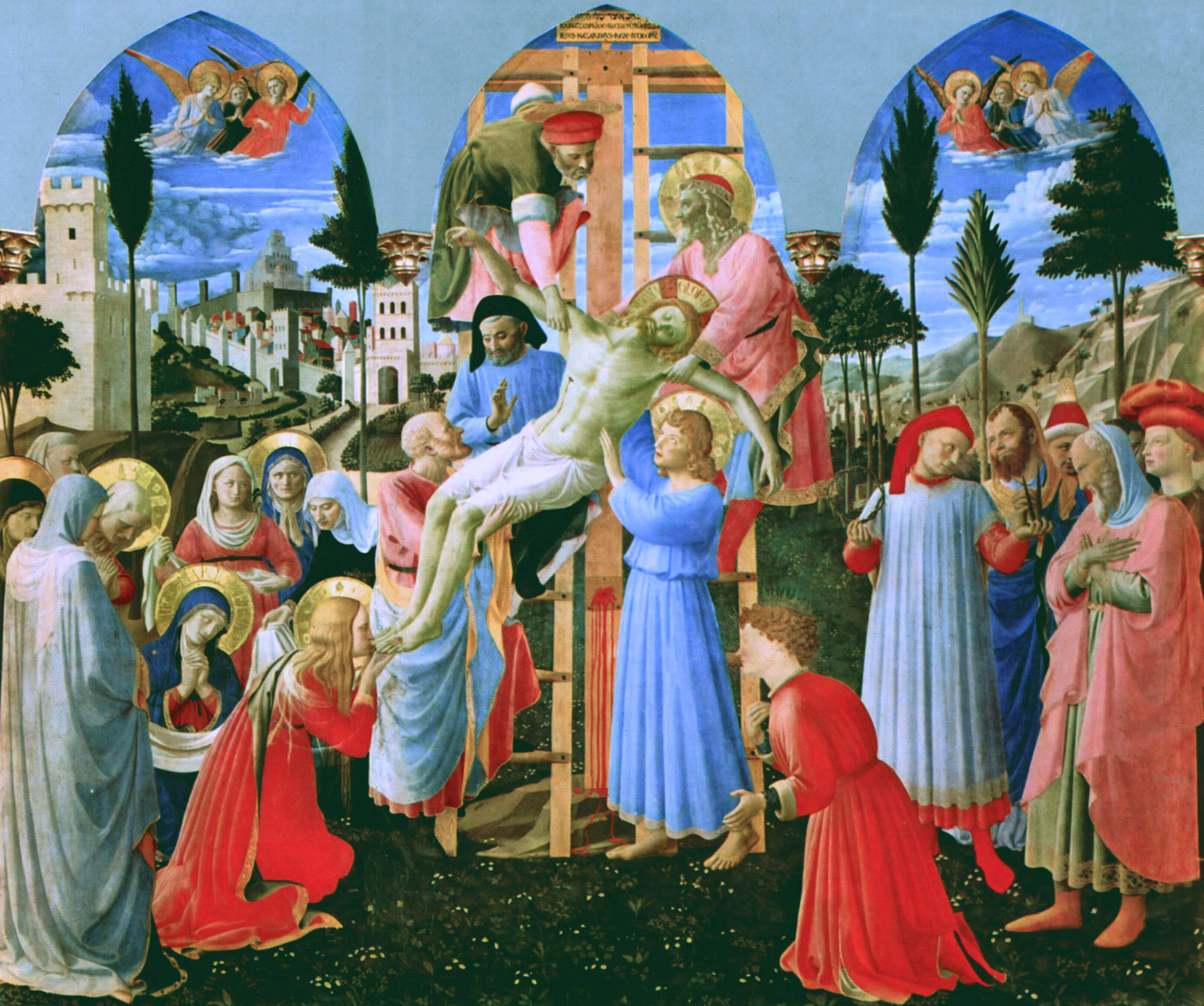
La Descente de Croix, 1432-1434,musée San Marco.

- Le Couronnement de la Vierge (1430-1432), tempera à l'œuf sur panneau, 209 × 206 cm (panneau central), 29,5 × 210 cm (prédelle), musée du Louvre, Paris[note 9],[note 10]
- La Descente de croix (1432-1434), musée national San Marco
- Vierge de l'Humilité ou Madonna dell'Umiltà (1433, 1435)[24], tempera sur bois, 147 × 91 cm, collection Thyssen-Bornemisza au musée national d'Art de Catalogne, Barcelone
- Le Couronnement de la Vierge (1434-1435), tempera sur bois, 112 × 114 cm, Galerie des Offices, Florence[25]
- Madonna di Pontassieve (1435), Galerie des Offices, Florence
- Sant'Antonio (1435-1440)
- Deposizione (1437-1440 environ)
- Deposizione (1438, 1440)
- Le Martyre des saints Cosme et Damien (entre 1438 et 1443), 37 × 46 cm, musée du Louvre, Paris[note 11],[26]
- Vierge d'humilité (1440), Rijksmuseum Amsterdam[27], Amsterdam

#### Datés après 1440
- Natività (1440-1441)

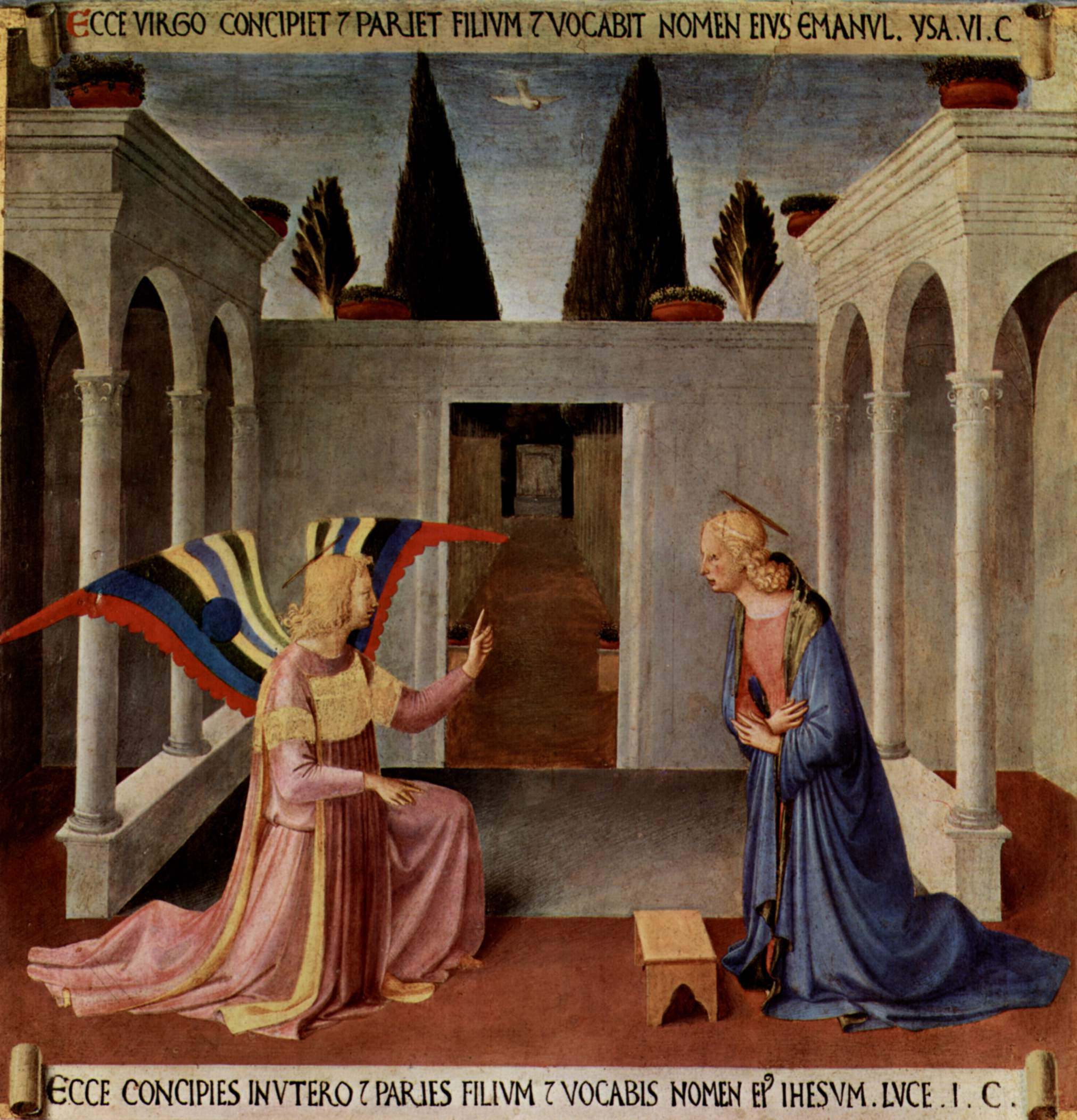
L'Annonciation dans La Vie du Christ (1451-1452), musée national San Marco.

- La Trasfigurazione (1441-1443 environ)
- Le Calvaire avec saint Dominique en prière, 1445, musée du Louvre
- Crucifixion et saints, 1441-1442, couvent San Marco
- Vierge à l'Enfant, 1449-1453, musée des Beaux-Arts de Berne[28]
- San Lorenzo riceve i tesori della Chiesa e fa la carità (1447-1450 environ)
- La predica di Santo Stefano e la disputa nel Sinedrio (1447-1450 environ)
- L'Annonciation du musée San Marco, un des éléments de La Vie du Christ de l'Armoire des ex-voto d'argent de la Santissima Annunziata, l'Armadio degli Argenti (v. 1451-1452), en tempera et or sur bois de 123 × 123 cm, musée national San Marco
- Saint Sixte, vers 1453-1455, tempera et or sur bois, 46,1 × 15,7 cm, collection Alana (acquisition 2018), Newark (Delaware)[29]

#### Polyptyques dispersés
- Polittico Guidalotti (1448) pour l'église San Domenico de Pérouse. 
  - L'ensemble est conservé à la Galerie nationale de l'Ombrie, mais deux parties de la prédelle sont des copies.
  - Les panneaux originaux de gauche et du centre[30] des Scènes de la vie de saint Nicolas sont à la Pinacothèque vaticane
- Éléments dispersés de la prédelle d'un retable non identifié :
  - Saint Jacques délivrant le magicien Hermogène, Fort Worth, musée d'art Kimbell, 26 × 24 cm.
  - Imposizione del nome al Battista ou Saint Zacharie donnant à son fils le nom de Jean[31], ant 1435, 26 × 24 cm, musée national San Marco[32].
  - La Dormition de la Vierge, Philadelphia Museum of Art.
  - La Vision de sainte Lucie, collection Richard L. Feigen, New York.
  - La Rencontre de saint François et saint Dominique, The Fine Arts Museum, San Francisco.
- Retable de San Domenico dit Pala di Fiesole. Ce retable était placé sur le maître-autel du chœur (séparé des fidèles par un jubé) au couvent San Domenico de Fiesole, puis retouché par Lorenzo di Credi (fonds) ; il est dispersé entre :
  - La chapelle latérale de gauche de l'église du couvent San Domenico de Fiesole : partie centrale de la Vierge à l'Enfant avec saints Thomas d'Aquin, Barnabé, Dominique et Pierre martyr (fort effet perspectif et dallage).
  - La National Gallery de Londres : prédelle en cinq panneaux centrés sur le Christ ressuscité, qui comporte près de 300 figures dont 24 dominicains sur les panneaux extérieurs (peut-être peints avec l'aide de son frère Benedetto).
  - Les saints des pilastres latéraux San Marco et San Matteo (musée Condé de Chantilly), San Nicola et San Michele Arcangelo (collection Hawkins-Jones de Sheffield), les deux derniers sont égarés.
  - Des trois quadrilobes de la cimaise, deux Angelo annunziante et Vergine annunziata sont dans la collection Tucker de Vienne, la troisième est égarée.
- Volets d'un triptyque d'une dévotion privée[33] :
  - Saint François et un saint évêque (1430 - 1433), Getty Center, Los Angeles.
  - Saint Jean-Baptiste et saint Dominique (1430 - 1433), Getty Center.
- Pala di San Marco, retable destiné à la chapelle du maître-autel de l'église du couvent San Marco ; il est dispersé entre :
  - Le musée national San Marco : le panneau central de la Vierge en majesté ; deux saints des pilastres retrouvés en 2006.
  - Divers musées pour les autres éléments (panneaux de la prédelle et six saints des pilastres).
  - L'encadrement a été détruit lors du démantèlement.
- Éléments de prédelle conservés à la National Gallery of Art : Voir liens externes.